# Slavernij

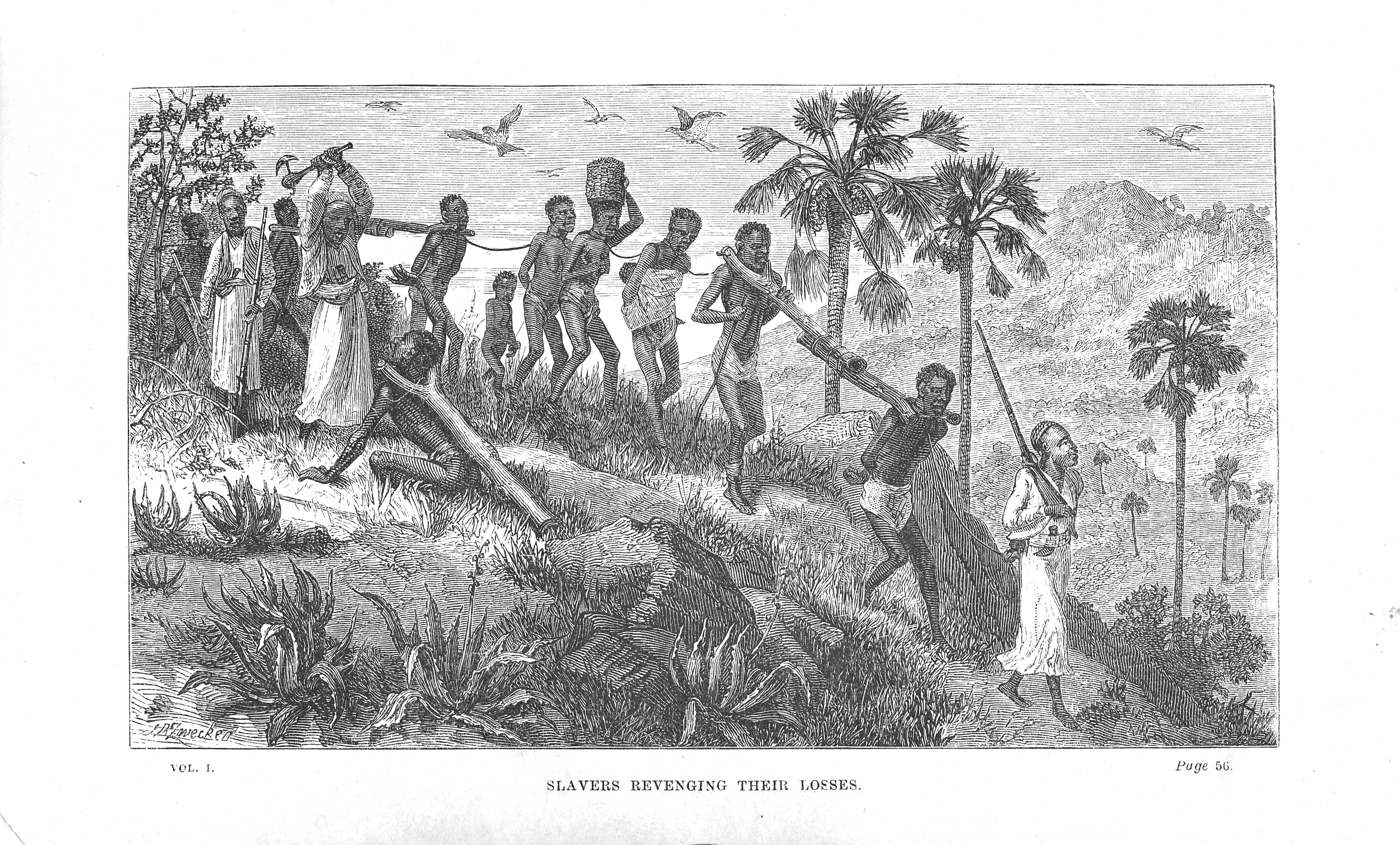
Slaventransport in Afrika naar een schets van David Livingstone, gravure uit Horace Waller: The last journals of David Livingstone in Central Africa, from 1865 to his death, London, 1874

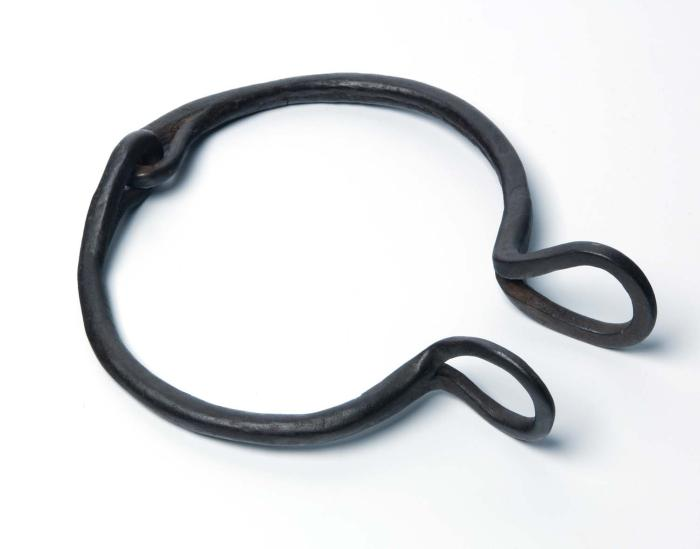
Smeedijzeren slavenhalsboei of banditi. Wereldmuseum Amsterdam.

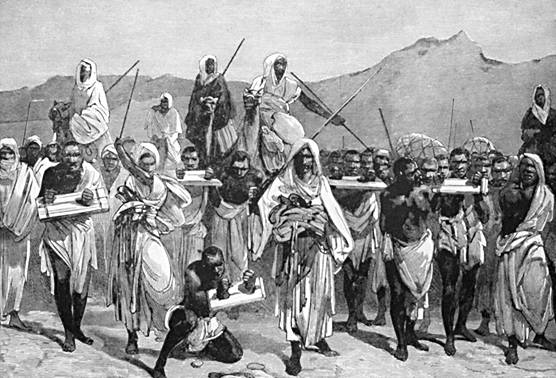
19e-eeuwse afbeelding van een Arabische slavenkaravaan in de Sahara

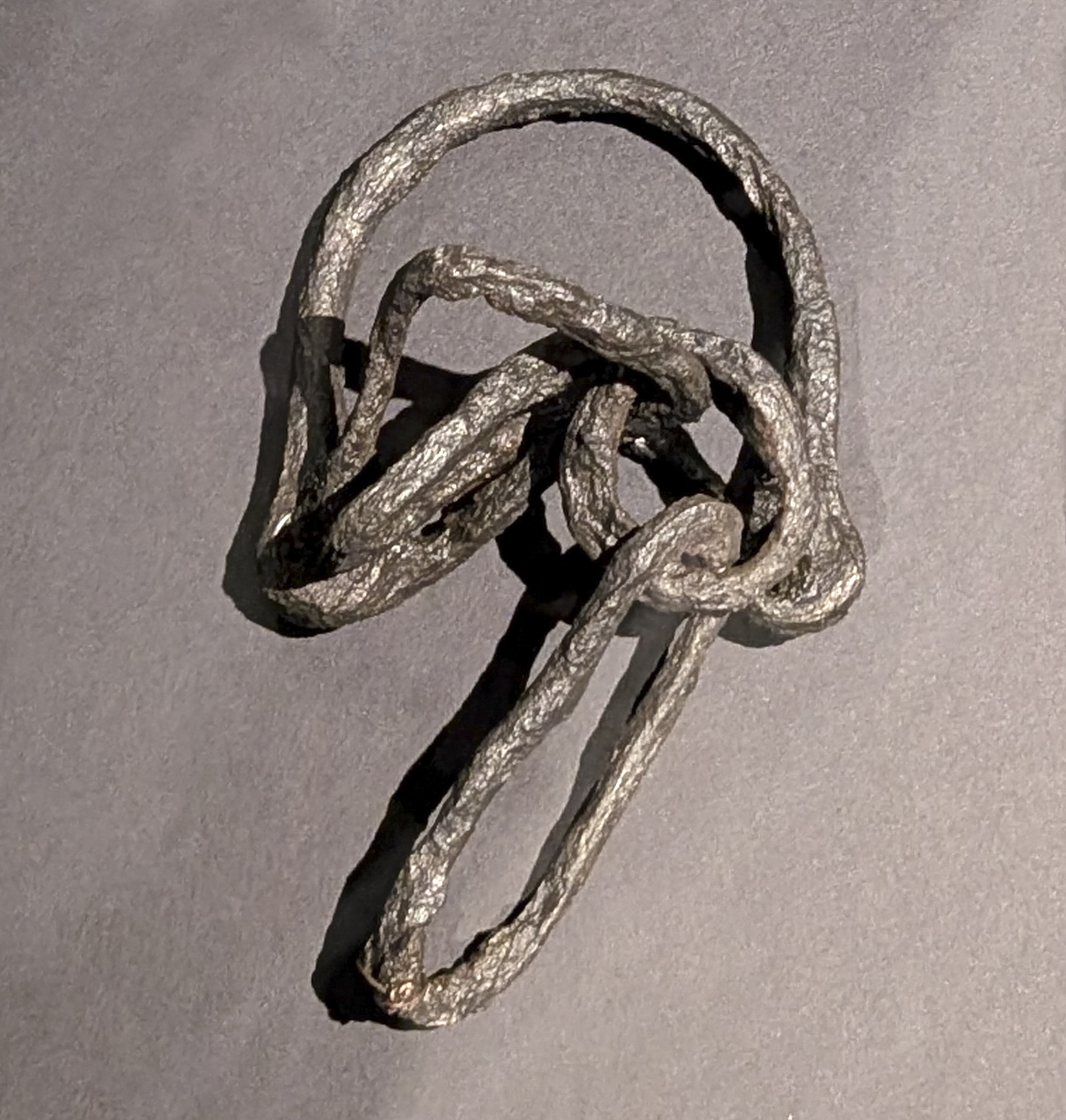
Handboeien voor slaven, gebruikt door Vikingen

Slavernij is een toestand waarin een mens eigendom is van een ander of als zodanig wordt behandeld en daardoor geen rechten heeft of kan uitoefenen. Slavernij is een vorm van dwangarbeid.
Slavernij bestaat minstens zo lang als de geschiedschrijving. Sinds 2007 is slavernij over de hele wereld verboden. Het wereldwijde verbod is vastgelegd in de Internationale Slavernij-Conventie van 1926 (Slavery Convention of de Convention to Suppress the Slave Trade and Slavery) die tot stand kwam onder de toenmalige Volkenbond, nadat in enkele eerdere verdragen reeds stappen waren gezet in die richting. In de Universele Verklaring van de Rechten van de Mens uit 1948 werd ook een artikel tegen slavernij opgenomen.
Vormen van slavernij komen op verscheidene plekken in de wereld voor. Volgens de Global Slavery Index van de Walk Free Foundation bedroeg het aantal mensen dat gebukt ging onder moderne slavernij in 2016 meer dan 40 miljoen.

## Etymologie
De persoon van wie bezit is genomen, wordt slaaf of slavin genoemd. De term, van het Oud-Slavische woord sloviti, is afgeleid van de Slavische volkeren die zich in de late migratieperiode (6e en 7e eeuw) in Oost-Europa en op de Balkan vestigden. Na de oudheid zouden deze volkeren eeuwenlang de belangrijkste leveranciers van slaven in Europa zijn.
Bij de Romeinen werd een slaaf juridisch aangemerkt als minder dan een persoon. Dit ontnemen van de juridische status werd verwoord met Servus caput non habet. Het Latijnse woord servus voor slaaf ging horige betekenen; voor de volle slaven werd het woord sclavus gebruikt. Dit woord is afgeleid van het Byzantijns Griekse Σκλάβος (Sklábos), wat mogelijk is afgeleid van het werkwoord σκυλεύω (skuleúō, de oorlogsbuit meenemen). Het is niet bekend of deze woorden toevallig op elkaar zijn gaan lijken of dat de Byzantijnen zo vaak krijgsgevangenen maakten onder Slavische stammen dat hun woord voor krijgsgevangenen (een soort oorlogsbuit) en de naam die de Slaven zichzelf gaven na verloop van tijd op elkaar zijn afgestemd. Voordat de Slavische volkeren de belangrijkste bron werden voor slaven, was brit in de vroege middeleeuwen een ander woord voor slaaf.:105

#### De term 'slaafgemaakte'
Sinds 2013 wordt in de Nederlandse taal in plaats van 'slaaf' ook wel de term 'slaafgemaakte' of 'tot slaaf gemaakte persoon' gebruikt, een leenvertaling van de Engelse term 'enslaved person', die in de Verenigde Staten in de slavernijdebatten als vervanging van de term 'slave' wordt gebruikt. Het anglicisme dient als alternatief, wanneer gebruik van het woord slaaf als taboe wordt beschouwd. Het woord 'slavenhouder' zou dan zoiets als 'slaafgemaaktenhouder' of 'houder van (de) slaafgemaakten' worden.
Het woord 'slaaf' is volgens critici incorrect, omdat een mens volgens hen niet van nature als slaaf geboren kan worden. 'Slaafgemaakte' kan daarnaast in zekere zin ook onjuist zijn, omdat in de slaventijd een kind van een slaaf wel degelijk werd geboren als slaaf, hoewel niet van nature.
Sinds oktober 2019 staan in het Van Dale Groot woordenboek van de Nederlandse taal (de 'Dikke Van Dale') de twee termen 'slaafgemaakte' en 'slaafgeborene'.

## Typen
Slavernij bestaat in verschillende vormen en gradaties, waarin het zelfbeschikkingsrecht in meer of mindere mate beperkt wordt. Wanneer men onvrijwillig tot slaaf is gemaakt, is er sprake van mensenroof. Het verkopen van slaven, eventueel op een slavenmarkt, aan andere eigenaren wordt slavenhandel genoemd. Slavenjacht verwijst naar het tot slaaf maken van krijgsgevangenen en burgers van overwonnen volkeren voor eigen gebruik of verkoop.
- Schuldslavernij ontstaat veelal nadat een schuld is opgebouwd die niet tijdig afbetaald kan worden. Hierbij hield men in enige mate een zelfbeschikkingsrecht en herkreeg men normaal gesproken na enige tijd de vrijheid. Soms gold dit echter voor het leven, waarbij eventuele overgebleven schulden door volgende generaties worden geërfd, die daardoor ook slaaf worden. Dit kwam door de geschiedenis vooral voor onder landbouwvolkeren.[1] Ook misdadigers of andersgelovigen konden bij wijze van boetedoening tot slaaf gemaakt worden.[15] Zie ook Mattheus 18:25.
- Bezitsslavernij (chattel slavery) is een vorm waarbij de mens als bezit wordt gezien en waarbij de eigenaar een vrijwel onbeperkte macht heeft. Dit gaat veelal gepaard met een sterke mate van ontmenselijking. Zo was het (in Suriname) gebruikelijk dat slaven niet mochten trouwen.[16] Deze vorm van slavernij kwam al voor in de tijd van de eerste Egyptische dynastieën en was gemeengoed in de antieke tijden. Vooral ten tijde van het Romeinse keizerrijk nam het percentage slaven enorme proporties aan. In sommige Romeinse regio's kon het percentage slaven wel 90% bedragen. In de middeleeuwen nam deze vorm van slavernij in Europa af, maar in het Midden-Oosten en Afrika werden grote groepen mensen tot slaaf gemaakt door lokale leiders of door Arabische handelaren. Bekend is dat 40% van de bevolking van het koninkrijk Mali op den duur onder de slavernij viel. Europese handelaren ontdekten dat de slaven uit deze regio's goede werkkrachten waren. Zo startte een weelderige slavenhandel tussen de Afrikaanse leiders en Europese handelaren. Deze vorm van slavernij is vanaf de 19e eeuw in vrijwel de gehele wereld verboden.[17] In landen als Mali, Mauritanië en Guinee is deze slavernij nog veel te vinden. Zo schatte Biram Dah Abeid, de leider van de Mauritaanse antislavernijbeweging, in 2017 dat het aantal slaven in Mauritanië 20% van de bevolking uitmaakte.[18]
- Seksuele slavernij verwijst naar de situatie dat mensen, veelal vrouwen, seksueel worden uitgebuit voor het persoonlijk genot of het financieel gewin van de eigenaren. Deze vorm van slavernij komt vaak voort uit mensenhandel (niet te verwarren met mensensmokkel, hoewel dit kan uitdraaien op mensenhandel) en wordt ook wel gedwongen prostitutie genoemd (niet te verwarren met vrijwillige prostitutie, hoewel dit kan uitdraaien op gedwongen prostitutie).

Naargelang de omstandigheden en cultuurhistorische context kon slavernij voor individuen of groepen worden beëindigd doordat hun eigenaar hen (al dan niet tegen betaling) vrijlaat (manumissie), maar ook doordat zij er succesvol aan ontsnappen, ertegen in opstand komen of ervan worden bevrijd door een derde partij, bijvoorbeeld de wetgevende macht.

## Religie
De drie grote Abrahamitische religies zijn ontstaan in culturen waarin slavernij een bekend tot vanzelfsprekend verschijnsel was. Deze godsdiensten of monotheïstische religies zijn dubbelzinnig over slavernij. Verscheidene passages in hun heilige geschriften keuren slavernij goed, moedigen ertoe aan of reguleren het bezit, de behandeling van en de handel in slaven. Andere passages daarentegen veroordelen slavernij impliciet of expliciet, naargelang de omstandigheden. Het kwam en komt voor dat aanhangers van deze religies zich op verschillende of zelfs dezelfde passages in hetzelfde heilige boek baseren om te pleiten voor zowel invoering, verruiming dan wel handhaving van slavernij als vermindering of afschaffing en het verbieden ervan.

### Jodendom
De Thora geeft uitvoerige regels voor het behandelen van slaven. Het is verboden om Israëlieten voor altijd in slavernij te houden (Exodus 21:2), de verkoop van dochters als slavinnen wordt gereguleerd (Exodus 21:7-11) en het roven van Israëlieten om hen als slaaf te verkopen met de dood bestraft (Deuteronomium 24:7). Uit omringende volkeren konden echter wel slaven worden gekocht. Deze niet-Israëlitische slaven zijn dan voor altijd eigendom van de koper en kunnen als erfelijk bezit worden overgedragen aan het nageslacht (Leviticus 25:44-46). Wegens het verhaal dat het Joodse volk zelf in slavernij heeft geleefd in Egypte wordt aangedrongen op een goede behandeling van slaven (Deuteronomium 15:15); een gevluchte slaaf mag niet worden uitgeleverd aan zijn meester, dient een plaats te krijgen in de stad en mag niet worden uitgebuit (Deuteronomium 23:16-17). In de Nieuwe tijd waren Europese Joden belangrijke slavenbezitters in de landbouwkolonie Suriname. Eind 17e eeuw telde het gebied veertig joodse plantages met duizenden slaven. Rond 1790 was het aantal slaven afgenomen naar 995, waarvan 972 Afrikaans en 23 inheems (tegenover 2337 slaven bij christelijke plantage-eigenaren). Op dat moment was de helft van de Europese bevolking van Paramaribo van Joodse afkomst. Slaven van Joden die meevochten tegen de 'wegloopers' (marrons) kregen manumissie, maar konden nooit volledig lid worden van de gahidim. Zij werden, voor zover bekeerd tot het jodendom, niet als volwaardig joods gezien. Ook een mulattin mocht de synagoge niet in en mulatten moesten achter op de rouwbanken plaatsnemen. Geen mulat of zwarte Afrikaan kon de zegen (misheberah) krijgen. Een joodse man die met een mulattin trouwde werd van de ledenlijst gehaald. Vanuit de twee Joodse gemeentes in Suriname kwam er geen enkele stem tegen de slavernij of de slechte behandeling van slaven, ook niet ten tijde van de aanstaande afschaffing van de slavernij. De toenmalige opperrabbijn M.J. Levenstein (1857-1864) werd de rabbi van de plantagebezitters genoemd.

### Christendom
In het Nieuwe Testament wordt slavernij veroordeeld noch verdedigd. Wel zijn er passages waarin gesteld wordt dat slaven en vrijen voor God gelijk zijn (Efeziers 6:9). In verschillende parabels spreekt Jezus over slaven en meesters, maar hij keurt slavernij nergens expliciet af. De meeste verzen in het Nieuwe Testament waarin een slaaf genoemd wordt geven aan dat deze zich moet schikken in zijn lot en gehoorzaam moet zijn aan zijn meester (Lucas 12:47, 1 Timoteüs 6:1, Titus 2:9-10, Efeziers 6:5, 1 Petrus 2:18-19), terwijl de meester zijn slaven goed moet behandelen (Efeziers 6:9). In de vroege middeleeuwen, maar ook later in de Nieuwe Tijd (de zogeheten 'Verlichting') vonden Europese christenen in het Oude Testament rechtvaardigingen voor het nemen en houden van slaven. Zo werd aangenomen dat de vervloeking van Kanaän (Genesis 9:25-27) betekende dat zwarte Afrikanen tot slavernij waren voorbestemd. Na de kolonisatie van de Canarische eilanden in de 15e eeuw veroordeelde Eugenius IV in zijn pauselijke bul Sicut dudum (1435) het zonder onderscheid tot slaaf maken van inheemsen. Zijn opvolger paus Nicolaas V gaf echter toestemming tot het tot slaaf maken van niet-christenen, zoals inheemsen en moslims (de Saracenen), zie de bullen Dum Diversas (1452) en Romanus Pontifex (1455). De 13e-eeuwse 'terechte titels' voor het houden van slaven, zoals personen buitgemaakt in een 'rechtvaardige oorlog' of vanwege een 'begane misdaad', werden nooit aangevochten en zijn door paus Benedictus XIV in 1741 nog eens bekrachtigd, wat de invoer van slaven uit Afrika juist rechtvaardigde. Een pauselijke ommekeer kwam er pas in 1880 toen Leo XIII in algemene termen zijn steun betuigde aan de afschaffingsbeweging. Hoewel gevestigde kerken met wereldlijke invloed het systeem van slavernij per saldo hebben gefaciliteerd, waren er altijd christenen onder de felste tegenstanders van slavernij. Bij het dispuut van Valladolid in 1550 verwierp Bartolomé de las Casas de stelling dat 'indianen' geen ziel hebben en daarom geen mensen zouden zijn. In de 19e eeuw speelde de London Missionary Society een voortrekkersrol in het Europese abolitionisme, dat feitelijk was gestart met de Franse revolutie. In Nederland was kritiek op de slavernij deels religieus geïnspireerd, maar in het algemeen was dit toch een individuele, ongeorganiseerde en uitzonderlijke zaak. Enkelen bestreden de slechte behandeling van slaven, maar niet de slavernij op zichzelf. Pas in het zicht van de juridische afschaffing van de slavernij werd dit uitgesproken. Alle Nederlandse kerkgenootschappen, protestants of katholiek, hebben echter slaafgemaakten in dienst gehad en/of inkomsten uit slavenplantages betrokken. Van een kerkelijke beweging tegen slavenhandel of slavernij met enige invloed in de koloniën is het in Nederland nooit gekomen. In 2013 heeft de Nederlandse Raad van Kerken een verantwoording afgelegd ten aanzien van de rol van de kerken in de ondersteuning van de trans-atlantische slavernij en de doorwerking daarvan in termen van (anti-zwart) racisme. Tegenwoordig wordt slavernij door christenen alom afgewezen.

### Islam
De profeet Mohammed en zijn volgelingen maakten krijgsgevangenen tot slaaf, kochten en verkochten slaven. De Koran (het heilige boek) en de Hadith (de overgeleverde uitspraken van Mohammed) zien slavernij als een buitengewone toestand waarin men onder bepaalde omstandigheden kan belanden. In islamitische wetgeving komt het onderwerp slavernij ruim aan bod. De vier islamitische rechtsscholen gaven allerlei adviezen, maar de praktijk was weerbarstig. Aan de randen van de islamitische gebieden was er altijd slavenmakerij (frontlinieslavernij). Uiteindelijk kwamen veruit de meeste slaven de islamitische wereld binnen via de slavenhandel, deels trans-Sahara. Slavernij was niet 1 op 1 vervlochten met 'ras'. Slaven werden beschouwd als mensen, die bepaalde rechten hebben. In soera De Stad worden moslims aangemoedigd slaven te bevrijden. Manumissie gold namelijk als een van de goede daden, een vorm van Zakat, waarmee boetedoening kon worden gedaan en zonden uitgewist. Op religieus gebied was een moslimslaaf gelijk aan een vrije moslim. Een moslimslaaf stond echter boven een vrije niet-moslim. Christenslaven, zoals bijvoorbeeld door de Barbarijse zeerovers buitgemaakte Europeanen stonden onder aan de sociale ladder. Een als vrij man geboren moslim kon niet in slavernij belanden, maar krijgsgevangenen en kinderen van slaven dus wel. Toch was het slavernijsysteem in islamitische maatschappijen relatief open. Daarmee was het dienstbaar aan de verspreiding van het nieuwe geloof. Slavernij kon weliswaar een straf zijn voor ongelovigheid, maar werkte ook als medicijn tot bekering. Over het algemeen was slavernij niet erfelijk. Een bij een slavin verwekt kind werd vrij geboren en slaaf was je zelden levenslang omdat manumissie vrij gebruikelijk was. Vaak volgde een opname in de familie van de eigenaar. Ook in de islamitische wereld vond in de 18e eeuw een transitie plaats naar op productie gerichte slavernij, maar niet in alle landen en niet zo intensief als in de chistelijke, westelijke koloniën. Tunesië volgde Engeland met de afschaffing van de slavernij, reeds in 1846. Marokko en Egypte waren de laatste grote islamitische maatschappijen gebaseerd op slavernij. Huishoudelijke slavernij, zo kenmerkend voor patriarchale samenlevingen, is het meest hardnekkig in stand gebleven en komt in sommige landen nog altijd voor.

## Geschiedenis
Slavernij bestaat minstens zo lang als de geschiedschrijving. Het oude Egypte, het oude Griekenland, het oude Rome, maar ook modernere Afrikaanse, Amerikaanse, Arabische en Aziatische culturen maakten en maken veelvuldig gebruik van slavenarbeid. Slavernij kwam ook in de Chinese, Indische en Amerikaanse indianenculturen voor.
Er waren wel verschillen tussen de diverse vormen van slavernij. Slavernij kwam voor als gedwongen dienstverlening zoals huishoudelijk werk, dienst in het leger en zware arbeid, maar werd ook als straf opgelegd om bijvoorbeeld schulden af te lossen. Soms kregen slaven loon, soms kost en inwoning. Essentieel aan slavernij is echter dat mensen door anderen, zonder dat ze daartoe de vrije keuze hebben, worden verplicht werk te verrichten. Een slaaf werkte meestal vanaf zeer jonge leeftijd of gevangenneming tot aan zijn dood voor zijn eigenaar, maar in veel culturen was dit een tijdelijk onderdeel van iemands leven. In sommige culturen kon een slaaf zijn vrijheid verdienen of kopen.

### Oudheid
In de meeste culturen van de Oudheid verkeerde een groot deel van de vrije boeren in een soort horigheid ten opzichte van de grondbezitters. Daardoor hadden dezen ook zonder slavernij de beschikking over goedkope arbeidskrachten.

#### China en India
In het oude India en het oude China bestond de grote massa der bevolking uit in naam vrije boeren, maar hun positie verschilde vaak niet of nauwelijks van die van horigen.
In China bestond er ook slavernij in de engere zin van het woord. Tijdens de Han-dynastie (207 v.Chr.-220 n.Chr.) konden inwoners van naburige koninkrijken bijvoorbeeld slaaf worden wanneer ze in een gevecht gevangen waren genomen. Ook Chinezen zelf konden destijds slaaf worden, bijvoorbeeld door schuldslavernij of door een veroordeling tot dwangarbeid als straf voor een misdaad. Deze slavernij hoefde niet permanent te zijn; een slaaf kon zich ook vrij kopen. Naar schatting was 1% van de bevolking tijdens de Han slaaf. Deze slaven werkten niet zozeer op het land, maar vooral als dienstpersoneel. Wang Mang, die tussen de Westelijke en Oostelijke Han-dynastieën kortstondig een eigen dynastie oprichtte, stelde een verbod in op het houden van slaven. Ook tijdens latere dynastieën, zoals de Noordelijke Wei en de Tang, kwam slavernij voor. Uit een volkstelling uit 1183 blijkt dat er onder de Jin-dynastie, een niet-Chinese dynastie die over het noorden van China heerste, 27.000 slaven in het bezit waren van leden van de keizerlijke clan, wat neerkomt op gemiddeld 163 slaven per huishouden uit die clan.

#### Egypte
Vroeger dacht men dat de Egyptische piramiden door massale inzet van slaven gebouwd werden. Archeologisch onderzoek heeft aanwijzingen gevonden dat dit voornamelijk door de Egyptische boeren, arbeiders en bewoners zelf werd gedaan als herendienst aan de farao op tijdstippen dat het land niet bewerkt kon worden (tijdens de periodieke Nijloverstromingen die het land door vers slib verbeterden).

#### Grieken en Romeinen

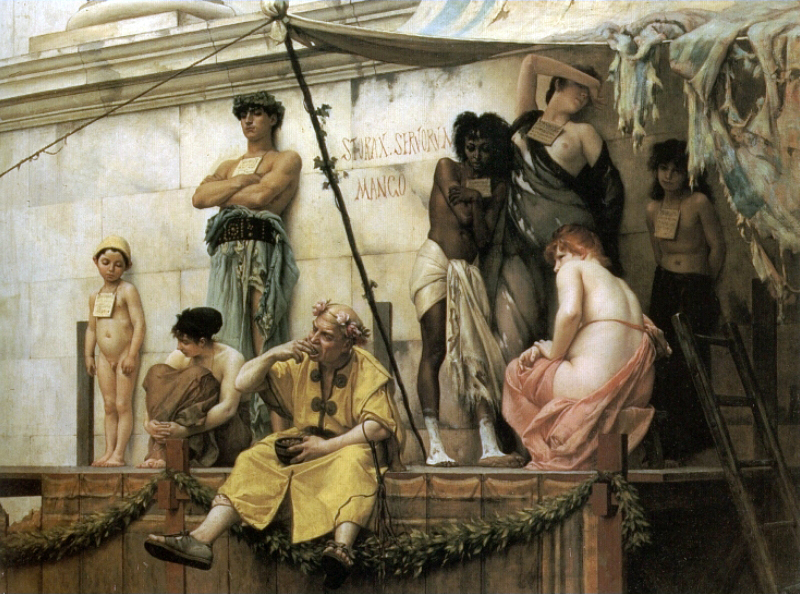
Gustave Boulanger: De slavenmarkt, 1886. 19e-eeuws idee van een Romeinse slavenmarkt.

Hoewel slavernij bij (vrijwel) alle culturen in de oudheid voorkwam, waren het vooral de Grieken en Romeinen die op grote schaal hiervan gebruik maakten. De stadstaat Sparta had veruit de meeste slaven in de Griekse oudheid. In de meeste culturen werden slaven vooral in de huishouding van rijke mensen gehouden en waren ze betrekkelijk gering in aantal. Alleen na oorlogen zwol hun aantal sterk aan, wanneer de verslagenen door een overwinnend leger in slavernij werden weggevoerd. Tijdens de grote uitbreidingsoorlogen van de late Romeinse Republiek maakten zij grote aantallen mensen tot slaaf. Deze werden overal tewerkgesteld waar veel mankracht nodig was, zoals in de landbouw, mijnbouw en grote constructiewerken. De vaak verkondigde voorstelling dat in de Griekse en Romeinse samenleving slaven de grote meerderheid der bevolking uitmaakten is echter beslist overdreven. Soms speelden slaven voor ons onverwachte rollen: zo bestond de ordehandhaving in Athene uit Scythische slaven. Bij de Grieken en Romeinen kwam het regelmatig voor dat slaven zichzelf vrijkochten of dat ze door hun eigenaar werden vrijgemaakt. Ook was het gebruikelijk dat een eigenaar bij zijn overlijden een gedeelte van zijn slaven per testament vrijmaakte. Het aantal vrijgemaakten, in met name de stad Rome zelf, groeide hierdoor zozeer dat keizers als Augustus beperkingen invoerden op het vrijmaken van slaven door hun eigenaar, omdat vrijwel nooit werd voorzien in een verder middel van bestaan voor de betreffende ex-slaven.
In de Romeinse Keizertijd, toen de grote veroveringsoorlogen waren opgehouden, begon de aanvoer van nieuwe slaven te stokken. De grondbezitters gingen toen bevorderen dat de slaven op hun plantages een gezin konden stichten (servi casati – slaven met een eigen huishouding), zodat de slavenpopulatie langs natuurlijke weg in stand kon worden gehouden. Tegelijk was een groot deel van de voorheen vrije boeren, de coloni, langzamerhand in een soort horigheid vervallen. Een gebruik dat door hun opvolgers zoals de Franken, Goten en Vandalen werd overgenomen. Op den duur zou het onderscheid tussen servi casati en coloni grotendeels verdwijnen.
Zowel in de Griekse als de Romeinse cultuur rezen incidenteel wel bedenkingen tegen de slavernij. Met name de cynici, die al een soort wereldburgerschap voorstonden en meer impliciet radicale gelijkheidsideeën aanhingen, stonden er kritisch tegenover, echter zonder duidelijk begrippenapparaat met termen als vrijheid en gelijkheid. Van Dio is een geschrift bekend over slavernij. Diogenes van Sinope, die zelf volgens een van de vele apocriefe verhalen over hem ooit door zeerovers als slaaf verkocht was, zou evenals diverse andere filosofen van zijn tijd ook een geschrift hebben gewijd aan de staatsinrichting en de maatschappelijke orde, Politeia, waarvan de tekst echter niet is overgeleverd en dus evenmin een duidelijk standpunt over dat onderwerp.
In het Romeinse Rijk vonden wel slavenopstanden plaats, die op wrede wijze de kop werden ingedrukt. De bekendste was die van Spartacus.

#### Mesopotamië
Ook in Mesopotamië bestond slavernij, maar er waren wel bepaalde regels. Zo konden slaven in de tijd van koning Apil-Sin hun vrijheid krijgen wanneer ze geadopteerd werden door een ouder echtpaar dat ze tot hun dood moest verzorgen. Daarna waren ze vrij.

#### Slavernij in de Bijbelse geschiedenis
De Hebreeuwse Bijbel verhaalt vaak en uitvoerig over slaven, slavernij en slavenhandel.
De bijvrouw van Abraham, Hagar, was een Egyptische slavin die hem zijn eerste zoon, Ismaël, schonk. Zijn achterkleinzoon Jozef werd als slaaf naar Egypte gevoerd. Het hele Israëlitische volk was in slavernij in Egypte geraakt, waaraan het kon ontsnappen onder leiding van Mozes. Dit wordt nog steeds herdacht met het joodse Pesachfeest.

### Europese middeleeuwen
Na de oudheid werden vooral onder de Slavische volkeren, aan wie het woord 'slaaf' (Latijn: sclavus) is ontleend, mensen tot slaaf gemaakt. Hun status was lager dan die van de horigen, die voortaan met het Latijnse woord servus werden geïdentificeerd en enkel aan hun grond gebonden waren en in een relatie van wederzijdse afhankelijkheid ten opzichte van hun heer stonden. In de vroege middeleeuwen bleef slavernij wijdverbreid aanwezig, waarbij vooral Slavische bevolkingen in Oost-Europa tot slaaf werden gemaakt. Terwijl Verdun omstreeks 800 nog een bloeiende internationale slavenmarkt had, verschoof dit daarna meer naar het oosten, zoals Mainz en Praag. Tussen 900 en 1300 nam het aantal slaven in Europa sterk af, vooral het aandeel Engelse en Slavische slaven. Het onderscheid tussen de feodale lijfeigenschap en slavernij was in de praktijk vaak gering.
De Vikingen hadden slaven en tijdens hun rooftochten ontvoerden ze mensen en maakten die tot slaaf. In Ierland werd Dublin het doorvoercentrum van slaven uit Engeland, Wales en Schotland naar Scandinavië.:p.25 In Engeland hielden de Vikingen een groot deel van het land bezet. Slaven waren een belangrijke minderheid in Engeland. Na de invasie door de Normandiërs in 1066, werden de meeste slaven vrijgelaten. In het Domesday Book werd het aantal slaven vermeld.
Het is een misverstand dat de kerk het rekruteren van medechristenen tot slaven ontmoedigde. Voor de kerkvaders gold dat men slavernij aan de eigen zondigheid te danken had. Wel werden slaven meer als mens beschouwd, weliswaar tweederangs mensen. Toch was dit een vooruitgang ten opzichte van de Romeinse Oudheid waarin de slaven die dwangarbeid verrichtten op latifundia of in de mijnen beschouwd werden als dieren of instrumenten (instrumentum naar instrumentum vocale, gereedschap met een stem). Ontwikkelde huisslaven werden in het oude Rome overigens wel goed behandeld en mochten soms onderwijs geven aan Romeinse kinderen.
Lang hield de kerk er een dubbele moraal op na. Enerzijds hielden kerkelijke instellingen zelf slaven en werd het als onvermijdelijk gezien, anderzijds werd manumissio — het vrijlaten van slaven — wel gezien als bijdragend aan de heiligheid.

### Arabische kalifaten
De Arabische slavenhandel was de handel in slaven in het Midden-Oosten en Noord- en Oost-Afrika, voornamelijk tussen 650 en 1900. Het grootste deel van die handel betrof zwarte Afrikanen, de Zanj met een Bantoe achtergrond, maar ook blanken uit West-Europa en Zuid-Europa werden als slaaf verhandeld door onder meer Barbarijse zeerovers. Daarnaast werden er grote aantallen Slaven uit Oost-Europa verhandeld, de zogenaamde Saqaliba.
De zwarte slaven waren voornamelijk Bantoe en kwamen vooral uit Oost-Afrika langs de Swahili kust en werden door Arabische handelaren door de Sahara en over de Rode Zee en de Indische Oceaan naar het Midden-Oosten vervoerd.

### Ottomaanse rijk
Slavernij in het Ottomaanse Rijk vormde een legaal en belangrijk onderdeel van zowel de economie als de samenleving van het Rijk. In Constantinopel, de hoofdstad van het Rijk, bestond de bevolking van 1609 voor ongeveer een vijfde uit slaven. De slavernij van volkeren uit de Kaukasus werd in het begin van de 19e eeuw verboden, maar slaven uit andere bevolkingsgroepen bleven langer toegestaan. Zelfs na verschillende pogingen om de slavernij in de 19e eeuw af te schaffen, bleef de praktijk tot in de vroege 20e eeuw nagenoeg onaangedaan voortduren. Nog in 1908 werden er vrouwelijke slaven verkocht in het Ottomaanse Rijk. Seksuele exploitatie van deze vrouwen bleef gedurende de hele geschiedenis een centraal onderdeel van het Ottomaanse slavensysteem.

### Westerse slavernij (ca. 1500–1900)

#### Koloniale en postkoloniale slavernij

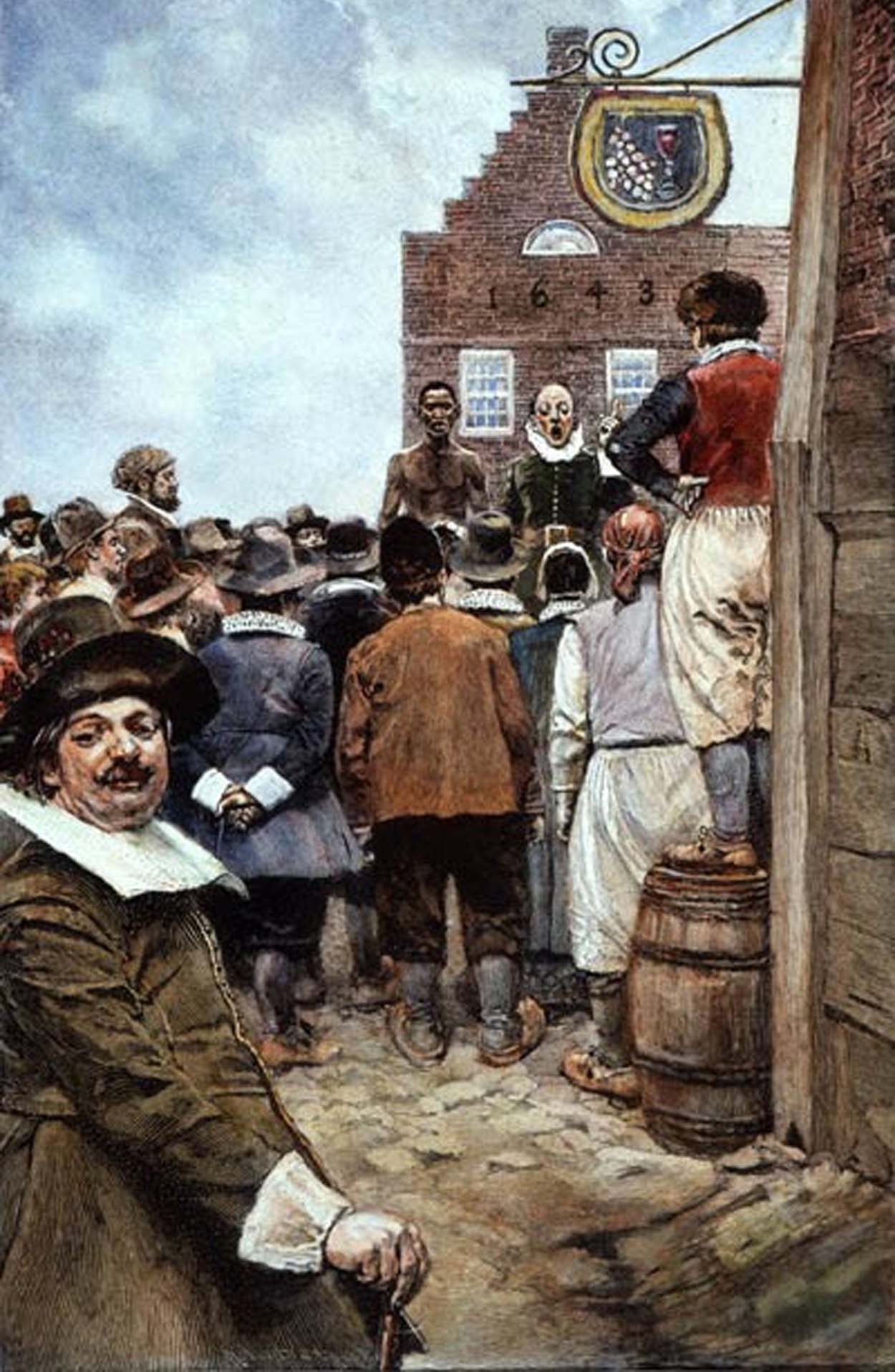
Naar Howard Pyle: Eerste slavenmarkt in Nieuw Amsterdam in 1655, afbeelding 1895.

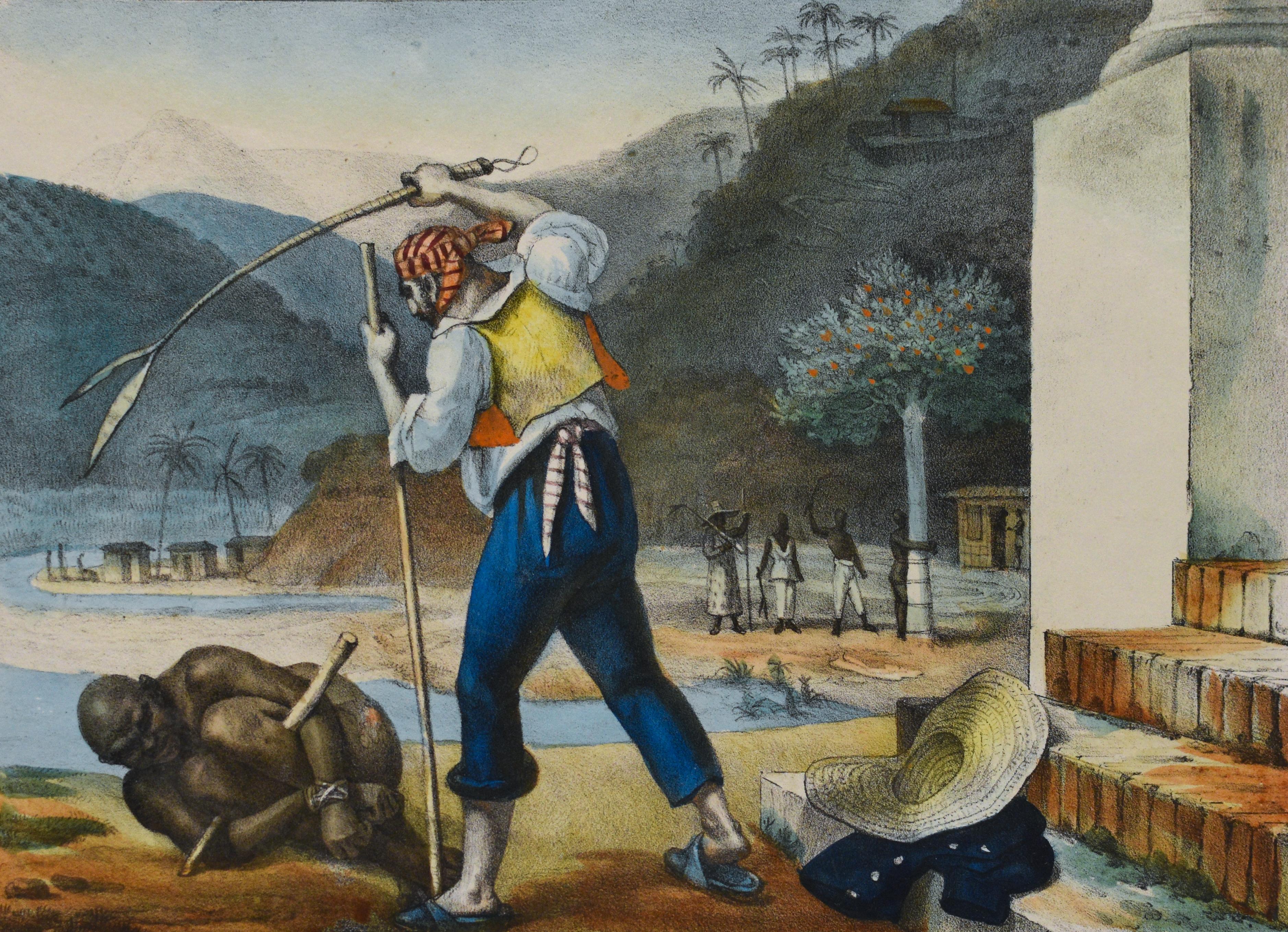
Jean-Baptiste Debret (1768-1848): Bestraffing van een slaaf met de Spaanse bok in postkoloniaal Brazilië (1834)

De trans-Atlantische slavenhandel bracht vooral zwarte Afrikanen naar Noord-, Midden- en Zuid-Amerika. In Afrika werden de slaven aangeboden door lokale zwarte leiders die onder meer slaven maakten in verschillende oorlogen. In plaats van deze slaven zich dood te laten werken, ceremonieel te doden of aan Arabische handelaren te verkopen zoals voorheen, bleek het lucratiever om hen aan de Europeanen te verkopen. Zo werden vanuit Elmina in Ghana 2000 slaven per jaar naar het Amerikaanse continent verscheept. Daar werden zij op plantages tewerkgesteld. Hoewel slavenhandel in Afrika al bestond voordat de Europeanen zich hierin mengden, was de schaal waarop dit plaatsvond daarna aanmerkelijk groter. Waar de eerdere aantallen niet onaanzienlijk waren, was de demografische invloed beperkt en veranderden samenlevingen er niet wezenlijk door. Dit veranderde met de Atlantische slavenhandel. Politiek was de invloed ook groot. Het bracht een militarisering van de Afrikaanse samenlevingen op gang die leidde tot staatsvorming waarbij agressieve staten als Ashanti en Dahomey in het voordeel waren, terwijl het volken als de Yoruba, Benin en de Mossi uiteindelijk in een neergang bracht. Economisch stimuleerde het kortetermijnoplossingen, terwijl het op sociaal vlak tot verdeling leidde, waarbij tot op heden bekend is welke voorouders slavenjagers waren.
Zwarte mensen werden hierbij systematisch ontmenselijkt, als minderwaardig en dierlijk neergezet en behandeld. Ontmenselijking was een belangrijke factor in de trans-Atlantische slavenhandel. Aanvankelijk werd rechtvaardiging daarvan onder meer gezocht in de Bijbel, waar in Genesis 9 de nakomelingen van Cham – Maarten Luther stelde dat Cham de stamvader was van alle kleurlingen – tot slavernij vervloekt worden. Later werd echter vooral rechtvaardiging gevonden door de slachtoffers neer te zetten als inferieur en barbaars, daarmee belangrijk bijdragend tot de ontwikkeling van racisme.
Het eerste Europese verzet tegen slavernij, en dan vooral slavenhandel, kwam in de 17e eeuw van bepaalde protestantse-christelijke groeperingen, vooral de quakers en de mennonieten. In de 18e eeuw maakten het piëtisme en de Verlichting de strijd tegen de slavernij algemeen. Verscheidene Europese koloniën in Noord- en Zuid-Amerika die zich tussen 1770 en 1900 onder leiding van kolonisten van Europese afkomst onafhankelijk maakten van hun Europese moederlanden, handhaafden de slavernij. Dit was niet het geval voor koloniën die onder leiding van niet-kolonisten zich vrij maakten zoals Haïti, waar een succesvolle zwarte slavenopstand (1791-1804) tot de gelijktijdige dekolonisatie ten opzichte van Frankrijk en afschaffing van slavernij leidde.
Het verzet tegen slavernij, abolitionisme, nam in Europese landen en hun Amerikaanse ex-koloniën langzaam toe vanaf het einde van de achttiende eeuw: eerst werd het houden van (niet-Europese) slaven in Europa zelf verboden, al werd dit verbod zelden gehandhaafd. De Franse revolutionairen schaften de slavernij in 1794 af, maar voerden hem acht jaar later opnieuw in. Na de Napoleontische oorlogen werd de slavenhandel door het Britse Koninkrijk verboden en langzaam sloten andere Europese landen en (ex-)koloniën zich daarbij aan. Slavernij zelf werd echter ook zonder slavenhandel in stand gehouden, zoals in het Britse Rijk tot 1833, in Nederland tot 1863 en in de Verenigde Staten tot 1865. De weerstand tegen de afschaffing van de slavenhandel en slavernij was groot, vanwege zowel racisme als de grote hoeveelheden geld die met beide gemoeid was. Regeringen compenseerden de voormalige slaveneigenaren in bijna alle gevallen voor het bevrijden van de slaven. De Verenigde Staten vormen hierbij een uitzondering. De slaven zelf kregen niets, en werden vaak na het officiële einde van de slavernij alsnog gedwongen arbeid te verrichten.
Als eerste bracht historicus Eric Williams naar voren hoe de slavenhandel en slavernij had bijgedragen aan de Europese welvaart en expansie. In Capitalism and Slavery uit 1944 stelde hij dat slavernij een belangrijke bijdrage had geleverd aan het vroegkapitalisme en de industriële revolutie had gefinancierd. Williams ging ook in tegen het toen heersende idee dat het abolitionisme vooral voortkwam uit humanitaire overwegingen. Zo stelde hij dat als Pitt succesvol was geweest in het veroveren van Saint-Domingue, deze af zou hebben gezien van abolitie, aangezien Saint-Domingue – waar jaarlijks 40.000 slaven aangevoerd moesten worden om de suikerrietplantages in bedrijf te houden – zonder slaven geen waarde zou hebben. Hij formuleerde hier wat bekend zou worden als de Williams-thesis, de economische noodzaak van slavernij om de industriële revolutie mogelijk te maken, die vervolgens slavernij onrendabel zou maken:
The commercial capitalism of the eighteenth century developed the wealth of Europe by means of slavery and monopoly. But in so doing it helped to create the industrial capitalism of the nineteenth century, which turned round and destroyed the power of commercial capitalism, slavery, and all its works. Without a grasp of these economic changes the history of the period is meaningless.
Vervolgens werd de slavernij door diezelfde revolutie en het daaruit ontstane industrieel kapitalisme dus overbodig gemaakt. Deze Williams-thesis is daarna onderwerp geworden van veel discussie, maar er lijken sterke aanwijzingen te zijn dat de thesis misschien niet in zijn geheel, maar in ieder geval op belangrijke punten overeind blijft. Tegen de thesis wordt wel ingebracht dat het economische belang en de winstgevendheid van de slavenhandel minimaal waren voor Europa. Dat laat echter buiten beschouwing dat slavernij van zeer groot belang was om de kolonisatie van Amerika mogelijk te maken en daarmee een ontwikkeling in gang zette van Europese expansie die gekoppeld ging met de ontwikkeling van nieuwe financiële instrumenten. Het was ook Williams die stelde dat racisme vooral voortkwam uit slavernij door de noodzaak tot rechtvaardiging en de ontmenselijking die hieraan voorafging.

#### België
Vanuit de Habsburgse Nederlanden is in beperkte mate aan slavenhandel gedaan. Eind 15e eeuw waren er enkele Brugse huizen die op Afrika voeren en in de 16e eeuw werd vanuit Antwerpen gehandeld met de Golf van Guinea. Nog in 1613-1615 verscheepte het Antwerps-Portugese huis Ximenes in het kader van de Trans-Atlantische driehoekshandel Angolese slaven naar Pernambuco, Carthagena en Buenos Aires. Brugse reders stuurden in 1687-88 de Pellicaen op slavenexpeditie, maar hij werd onderschept door de Brandenburgse Afrikaanse Compagnie. Andere private initiatieven werden in 1718-1721 ondernomen vanuit Oostende, maar de twee uitgestuurde fregatten botsten op de West-Indische Compagnie. Met steun van de markies van Prié probeerde de Oostendse Compagnie in 1726-28 een slaventrafiek op te zetten, waarbij het eiland Fernando de Noronha geschikt werd bevonden om plantages aan te leggen. Door het voortijdige einde van de Compagnie kregen de plannen geen uitvoering. De Zuidelijke Nederlanden waren geen zeemacht en bleken niet opgewassen tegen de omringende staten, die hun lucratieve slavenhandel desnoods met harde hand afschermden. Daar kwam kortstondig verandering in door de Vierde Engels-Nederlandse Oorlog, toen Oostende in de jaren 1781-1783 opbloeide als vrijhaven en de neutraliteit van de keizerlijk-Oostenrijkse vlag werd gerespecteerd. Met name de in Brussel gebaseerde Friedrich von Romberg zette verschillende winstgevende campagnes op het getouw. Zijn slavenschepen opereerden vanuit Oostende maar ook vanuit Bordeaux en Le Havre. Eens de Fransen hun exclusiviteit op de West-Indiëvaart herstelden, doofde de Belgische handel snel weer uit. Toch bleef er tot omstreeks 1790 een trans-Atlantische trafiek bestaan vanuit Oostende, voornamelijk gericht op de Verenigde Staten van Amerika.
Toen de Belgische gewesten in 1795 werden ingelijfd bij Frankrijk, was de slavernij in de Franse kolonies het jaar voordien net opgeheven. Het decreet werd weliswaar niet consequent afgedwongen en werd in 1802 zelfs weer opgeheven, maar de onderdanen uit de verenigde departementen lijken zich nauwelijks met slavenhandel te hebben ingelaten. Tijdens het Verenigd Koninkrijk der Nederlanden was de situatie enigszins gelijkaardig. Het jaar voordien, in 1814, was een principieel verbod ingesteld op trans-Atlantische slavenhandel, maar het ging pas in vanaf 1818 en verhinderde niet dat er nog clandestiene trafiek was en legale slavenhandel in de Caraïbische kolonies. Dit ging grotendeels voorbij aan de inwoners van de zuidelijke provincies.
Na de Belgische onafhankelijkheid in 1830 zochten vooral de koningen Leopold I en II naar koloniën voor de nieuwe staat. Veel pogingen faalden tot Leopold II erin slaagde Kongo te verwerven. In 1884 werd hij op de Koloniale Conferentie van Berlijn erkend als soeverein. Hij begon een campagne tegen de Arabische slavenhandel om financiële steun los te krijgen voor de koloniale bezetting, die vooral in de beginjaren een machtsstrijd met de Arabo-Swahili vergde, zij het dat ook met hen werd samengewerkt als dat opportuun leek. Zo werd de machtige ivoor- en slavenhandelaar Tippo Tip gouverneur van Oost-Kongo en ging hij in dienst van Leopold verder met zijn handel op Zanzibar. In België zag de Société antiesclavagiste de Belgique het licht in 1888 en kwam twee jaar later de Conventie van Brussel tot stand, een internationaal verdrag tegen slavenhandel in Afrika. Het houden van slaven bleef echter nog lange tijd gedoogd in Kongo. Ook kende het leopoldiaanse bewind dwangarbeid, ontvoering, marteling, verkrachting, onthoofdingen en het afhakken van handen. Na de Belgische overname van Kongo in 1908 kwam een einde aan de grootste wanpraktijken.

#### Brazilië

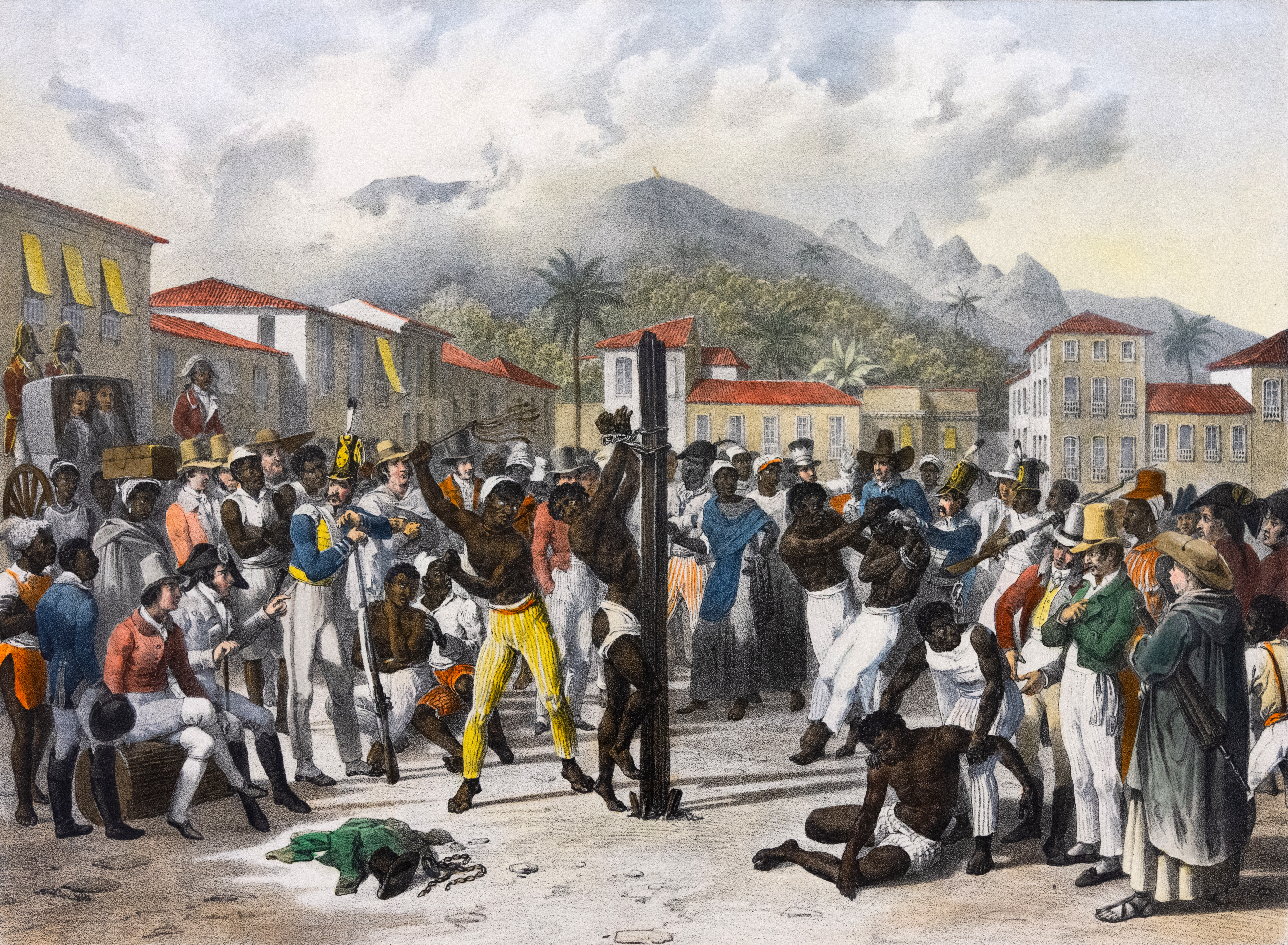
Slavernij in Brazilië, door Johann Moritz Rugendas, 1830

Rond 1550 kwam de slavenhandel tussen Afrika en Brazilië op gang. Men schat dat 37% van alle slaven wereldwijd in dit land terechtkwamen, in totaal rond de 3 miljoen personen. De Portugezen en na de onafhankelijkheid in 1822 de Brazilianen zelf stelden zwarte slaven te werk in de (goud)mijnbouw en vooral op de suikerrietplantages. Door protest van Braziliaanse intellectuelen en diplomatieke druk vanuit het Verenigd Koninkrijk (dat in de goedkope slavenarbeid een geduchte economische concurrentie zag, maar de slavernij ook op humanitaire gronden veroordeelde), werd van 1850 tot 1888 een reeks wetten aangenomen die de slavernij geleidelijk afschaften.

#### Frankrijk
Frankrijks belangrijkste kolonie was lange tijd Saint Domingue, dat in 1789 naar schatting 452.000 zwarte slaven telde, bijna de helft van alle slaven in het Caribisch gebied. Onder invloed van de Verlichting was in Frankrijk in 1788 de Société des amis des Noirs opgericht en de Franse Revolutie, die een jaar later uitbrak, leidde tot een principiële afkeuring van de slavernij, die overigens in de praktijk niet veel resultaat had. Toen in 1791 de Haïtiaanse Revolutie uitbrak, waarbij in korte tijd duizenden zwarte slaven het Franse juk van zich afschudden en wraak namen op hun blanke onderdrukkers, bleek Frankrijk niet in staat de opstand neer te slaan, vooral niet toen de Britten en Spanjaarden de zwarte rebellen steunden. Echter, toen bleek dat zij eigenlijk de rijke kolonie voor zichzelf wilden, koos rebellenleider Toussaint Louverture toch voor terugkeer onder Frans gezag op voorwaarde dat de slavernij werd afgeschaft, hetgeen in alle Franse koloniën gebeurde in 1794. Vervolgens verdreef Louverture de Britten en Spanjaarden en in 1800 plunderde hij de Spaanse buurkolonie Santo Domingo en bevrijdde ook de slaven daar. Ondertussen werkte hij toe naar meer autonomie voor Haïti ten opzichte van Frankrijk, waar consul Napoleon Bonaparte echter een stokje voor stak door een flink invasieleger te sturen en hem tot overgave te dwingen op belofte van vrijheid. Louverture ging akkoord, maar werd later toch gevangengenomen en naar Frankrijk gebracht, terwijl Napoleon op 20 mei 1802 de slavernij opnieuw invoerde. Daarop brak een nieuwe Haïtiaanse opstand uit onder leiding van Jean-Jacques Dessalines, die erin slaagde de Fransen te verdrijven en een Franse heroveringspoging af te slaan door te zegevieren in de Slag bij Vertières (18 november 1803), die Haïti's onafhankelijkheid verzekerde. In 1804 beval Dessalines een genocide op vrijwel alle blanken in Haïti, waarbij 3000 tot 5000 mensen de dood vonden.
Tijdens de Februarirevolutie (1848) schafte Frankrijk de slavernij in zijn overige koloniën definitief af.

#### Groot-Brittannië
Groot-Brittannië nam in de 18e eeuw de Nederlandse voortrekkersrol in de slavenhandel over. Het verzet tegen de slavernij groeide echter. Reeds in 1772 had de Britse opperrechter Lord Mansfield in de vermaarde zaak-Somerset de uitspraak gedaan dat een slaaf die in Groot-Brittannië voet aan wal zette, vrij was. De methodisten, geleid door Thomas Clarkson en William Wilberforce, stichtten in 1787 de Society for the Abolition of the Slave Trade. In 1807 en nog strenger in 1811 verbood het Verenigd Koninkrijk de trans-Atlantische slavenhandel en in 1833 verbood het de slavernij geheel.

#### Mexico
Een typische vorm van horigheid die tot begin 20e eeuw bestond in Mexico, is de peonage, meestal een soort schuldslavernij. In delen van Latijns-Amerika bestaat dit systeem nog steeds, hoewel het officieel meestal verboden is.

#### Nederland

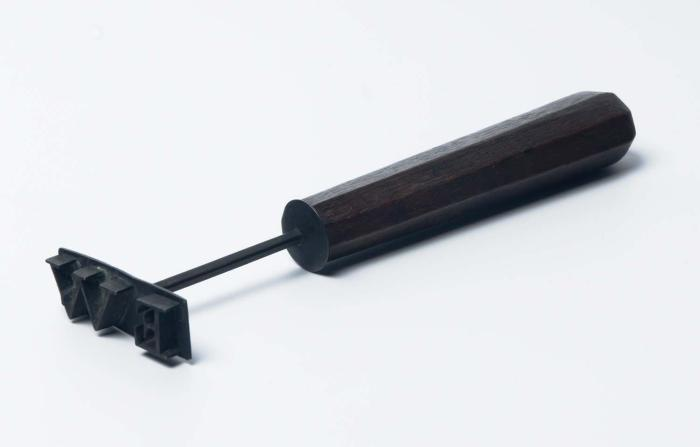
Merkijzer met initialen van de eigenaar waarmee slaven werden gebrandmerkt

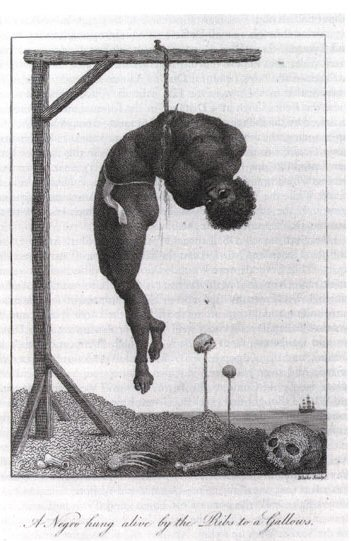
Een zwarte, levend aan zijn ribben opgehangen, door Cristoforo dall'Acqua in Viaggio al Surinam, 1818. Vertaling van Narrative, of a five years' expedition, against the Revolted Negroes of Surinam van John Gabriël Stedman uit 1796. Het boek was vooral door de illustraties belangrijk in de vroege fase van het abolitionisme.

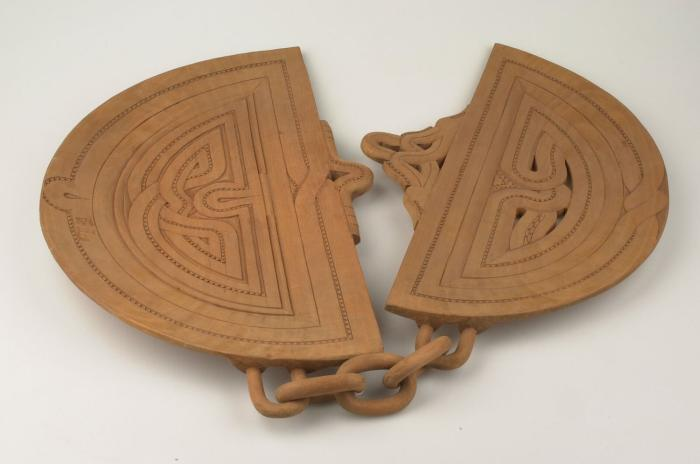
Kunst Surinaamse Marrons

De eerste slaven waarin in de 16e eeuw gehandeld werd door Nederlandse particuliere handelaren, werden gekocht bij de Barbarijnen welke ook handelden in blanke slaven. Op dit punt van de geschiedenis waren er enkele tientallen Nederlandse handelaren. Veel van deze handelaren verkochten deze slaven (waaronder ook blanken) weer door aan de Ottomanen om in hun leger te gaan dienen. Veel van deze Nederlandse handelaren werden ook door christelijke organisaties of families ingeschakeld om specifieke groepen of personen vrij te kopen. In de loop van de 16e eeuw nam het gebruik van slaven op (Spaanse en Portugese) plantages in West-Indië en Oost-Indië toe. Tegelijkertijd nam echter het gebruik van slaven in het Ottomaanse rijk in deze periode ook toe. Hierdoor ontstond al snel een tekort aan slaven in het Middellandse Zeegebied waardoor de Barbarijnse (Arabische en Berberse handelaren) steeds hogere prijzen voor slaven gingen vragen. Door de schaarste aan slaven ging men op zoek naar nieuwe gebieden waar men slaven kon vinden. Zodra de Europese handelaren ontdekten waar de islamitische handelaren hun slaven vandaan haalden voer men zelf naar deze regio, West-Afrika. Hier maakte men gebruik van de inheemse politieke structuren waarin slavernij een zeer grote rol speelde. Al verscheidene eeuwen werd er in deze regio gebruikgemaakt van veel soorten slavernij. Het waren vaak bepaalde (overwonnen) stammen die ten prooi vielen aan slavernij. Geschat wordt dat in pre-koloniaal Mali 40 tot 50 procent van de bevolking zich onder een bepaalde vorm van slavernij bevond. Toen lokale Afrikaanse leiders ontdekten dat het verkopen van slaven aan blanken vele malen lucratiever was dan deze slaven zelf te gebruiken of door te verkopen, werden grote groepen van deze slaven richting de Europese (Portugese) handelaren gebracht om verkocht te worden. Het is waarschijnlijk dat het grote lucratieve karakter van deze handel de lokale leiders en handelaren ertoe aanzette om meer mensen uit het achterland tot slaaf te maken.
In de 17e eeuw namen de Nederlandse WIC en VOC een groot belang in de slavenhandel nadat de Republiek in opstand was gekomen tegen het Spaanse rijk. De Nederlandse bedrijven hadden met behulp van (veelal Duitse) huursoldaten handelsposities van de Portugezen en Spanjaarden weten te veroveren en namen zo ook deels de slavenhandel van deze landen over. In de 18e eeuw is veel van deze handel in handen van de Britten gevallen die daardoor hun voortrekkersrol in de slavenhandel wisten te consolideren. De Nederlandse trans-Atlantische slavenhandel was vooral in handen van de West-Indische Compagnie (WIC). In totaal verscheepten de WIC en diverse particulieren rond de 450.000 van de in totaal naar schatting 10 tot 11 miljoen slaven die vanaf de West-Afrikaanse kust werden verhandeld. Vooral het fort Sint George te Elmina speelde een grote rol. Het in 1634 door de WIC veroverde Curaçao werd het westelijke centrum voor de handel in slaven. Ook in VOC-gebieden hield men veel slaven. Rond 1670 telde Batavia ongeveer 13.000 slaven, de helft van de totale bevolking. Deze slaven kwamen voornamelijk uit Zuid-Azië: India en Zuidoost-Azië: Birma, Bali, Makassar en Banda, maar ook uit de kuststrook van China. Een groot deel van Batavia bestond uit zogenoemde Mardijkers, dat waren tot het protestantisme bekeerde slaven die na een aantal jaar in dienst van de VOC onder voorwaarden vrijgelaten werden. In 1732 werkten op Ambon en omliggende eilanden 3.777 slaven
In de kolonie Kaap de Goede Hoop in Zuidelijk-Afrika maakte de VOC gebruik van in eerste instantie op Portugal buitgemaakte Angolese slaven. Later werden slaven aangevoerd vanuit Mozambique, Madagaskar, Bengalen, Maleisië en Indonesië. Rond 1800 werkten er rond de 17.000 slaven op de Kaap. Schattingen over de omvang van de slavenhandel in door de VOC beheerste gebieden liggen rond een half miljoen, ongeveer gelijk aan de trans-Atlantische slavenhandel.
In de Zeeuwse kolonie Berbice in het huidige Guyana kwamen de slaven in 1763 in opstand in de slavenopstand van Berbice. De leider van de opstand, Cuffy is een nationale held in Guyana.
In 1797 schreef de Schot in Nederlandse dienst, John Gabriël Stedman, het boek Narrative of a five years' expedition against the Revolted Negroes of Surinam. Dit door Johannes Allart als Reize naar Surinamen en door de binnenste gedeelten van Guiana vertaalde boek (verschenen in 1799-1800) werd, door de beschrijving van de mishandelingen door Nederlandse slavenhouders in Suriname en door de afbeeldingen van William Blake daarvan, een belangrijk wapen voor de voorstanders van afschaffing van slavernij.
De slavernij-afschaffingsbeweging in het Verenigd Koninkrijk (abolitionism) diende halverwege de negentiende eeuw als voorbeeld voor actie in Nederland. Honderdachtentwintig vrouwen richtten in 1840 het Rotterdam Ladies Anti-Slavery Committee op en er kwamen meer antislavernijverenigingen. Op politiek gebied concurreerden liberalen en de antirevolutionairen zelfs met ieder een eigen antislavernijpetitie.
Op 1 juli 1863, dertig jaar na het voorbeeld van de Britten, klonken 21 kanonschoten in Paramaribo en werden de slaven vrije mensen. De Nederlandse regering betaalde een schadevergoeding van 300 gulden per slaaf aan de eigenaars ter compensatie voor het verloren eigendom. Slavenhouders maakten vlak voor de afschaffing nog extra jacht op weglopers om zo veel mogelijk compensatiegeld op te strijken. De voormalige slaven kregen geen vergoeding, maar werden wel wettelijk verplicht nog ten minste tien jaar - tegen betaling - op de plantages te blijven werken. De vrijmaking wordt jaarlijks op 1 juli gevierd als Ketikoti (ketenen verbroken).

Vanaf 1 juli 2002 wordt de (afschaffing van de) Nederlandse slavernij herdacht middels verschillende slavernijmonumenten in Nederland. In 2007 nam de commissie-Van Oostrom slavernij op als een van de vijftig thema's in de canon van Nederland. Op 1 juli 2021 bood de Amsterdamse burgemeester Femke Halsema excuses aan voor de rol van de hoofdstad in de geschiedenis van de Nederlandse slavernij. De steden Rotterdam (2021) en Utrecht (2022) volgden hierin, alsmede De Nederlandsche Bank op 1 juli 2022 en de Nederlandse regering op 19 december 2022. Allen deden dit op basis van wetenschappelijk onderzoek. 

#### Spanje en Portugal

Schets van aangetroffen Portugees scheepstransport van Afrikaanse slaven naar Brazilië

Rond 1500 waren er in de christelijke koninkrijken Spanje en Portugal talrijke blanke, Moorse, joodse en zwarte slaven. In het begin van de 16e eeuw en nog lang daarna, werden door Spanje en andere landen de volgende personen als slaaf beschouwd:
- ieder die uit een slavenmoeder geboren was
- wie in een rechtvaardige oorlog gevangengenomen was
- kinderen die door hun ouders in slavernij verkocht werden
- misdadigers die door rechterlijk vonnis tot slaaf waren gemaakt
- tot het christelijk geloof overgegane joden (conversos) en islamieten (morisken) met een vermoeden dat ze niet zuiver in de leer waren, verloren soms hun vrijheid.
- vrouwen van hogere stand konden hun vrijheid verliezen door ongeoorloofde betrekkingen met de lagere geestelijkheid. Soms deelden hun kinderen dat lot
- schuldenaars die hun schulden afkochten door zich tijdelijk of blijvend in vrijwillige slavernij van de schuldeiser te begeven.

Portugal exploiteerde op grote schaal slaven in Brazilië totdat dit land in 1822 onafhankelijk werd. De slavernij in Brazilië werd zesenzestig jaar later, in 1888, afgeschaft.
Onder het bewind van koning José I werd door de markies van Pombal op 12 februari 1761 slavernij in Portugal en in Portugees-Indië afgeschaft.

#### Verenigde Staten
Nadat de dertien koloniën aan de Noord-Amerikaanse oostkust zich tijdens de Amerikaanse Onafhankelijkheidsoorlog (1775-1783) bevrijdden van de Britse overheersing, werd de slavernij in de Verenigde Staten gehandhaafd. Verschillende presidenten zoals Washington, Jefferson, Madison, Monroe, Jackson, Tyler, Polk en Taylor hielden er tijdens hun presidentschap op hun soms uitgebreide landgoederen zelf slaven op na. De discrepantie tussen deze vrijheid van de blanke ex-kolonisten en de ontzegging aan de gekleurde medemensen van hetzelfde recht werd echter steeds sterker gevoeld en de Amerikaanse abolitionistische beweging kwam spoedig op gang (het woord abolitionism zelf stamt uit 1787). Tegen 1804 hadden de verschillende noordelijke staten de slavernij afgeschaft. Op 1 januari 1808 kwam er een landelijk verbod op slavenhandel vanuit Afrika. Samen met het Verenigd Koninkrijk stelden de VS in 1814 een controle in op smokkelhandel in slaven.

Territoriale evolutie van vrije staten en slavenstaten 1789-1861

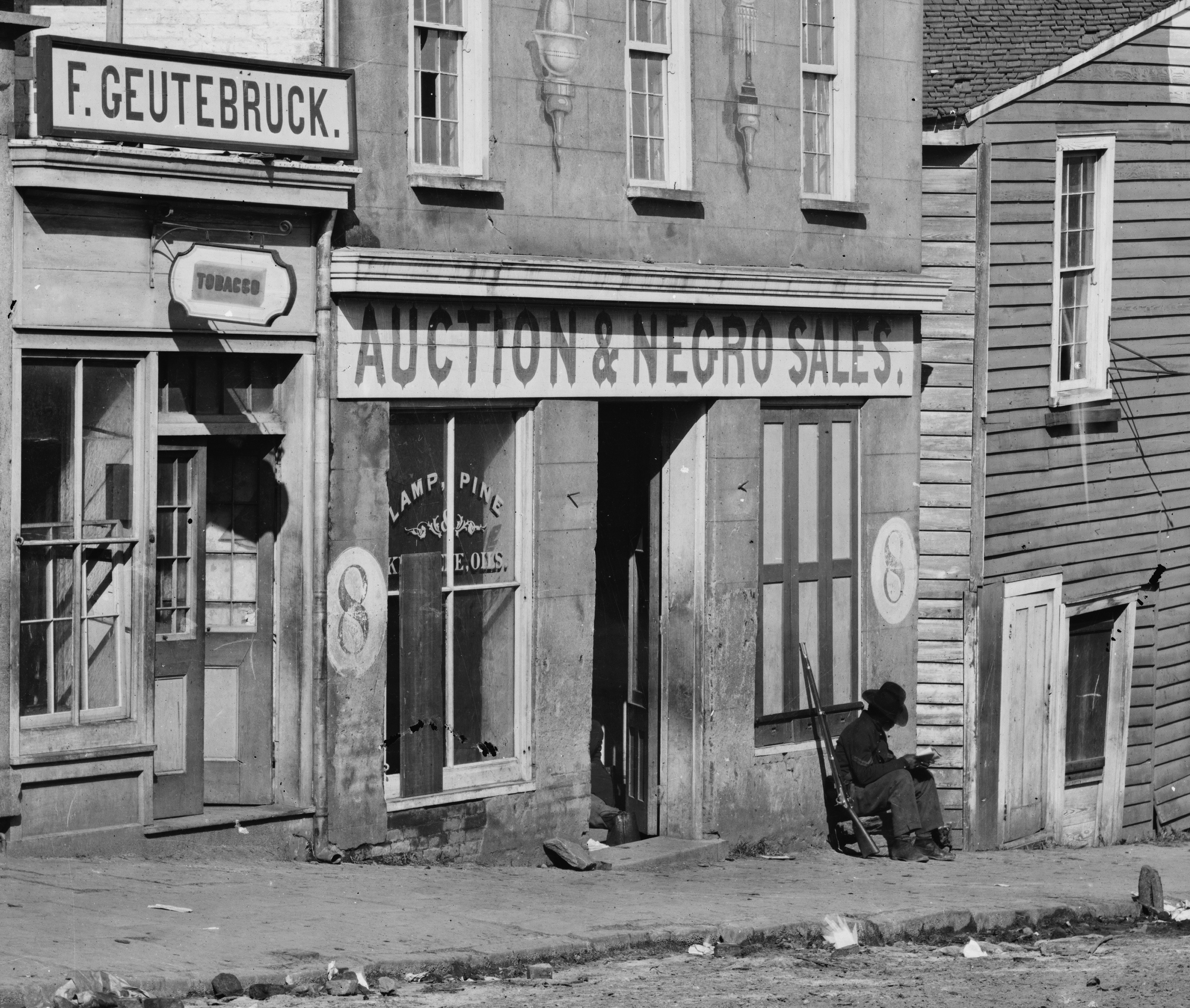
Slavenwinkel en veilinghuis in 1864 in Atlanta, Georgia, VS, vlak voor de afschaffing van de slavernij daar

De zuidelijke Amerikaanse staten waren echter tegen afschaffing van de voor hun economie zeer belangrijke slavernij. Terwijl nieuwe territoria in het westen zich wilden aansluiten bij de VS, vooral in het gebied dat Frankrijk in 1803 aan de Amerikanen had verkocht, rees de vraag of daar al dan niet slavernij mocht worden ingevoerd. De kwestie werd op de spits gedreven door de toetreding van Missouri, waarop in 1820 het Missouri-compromis werd gesloten: alle toekomstige westelijke staten ten noorden van de 36e breedtegraad zouden vrij van slavernij blijven (op Missouri na), ten zuiden ervan mocht slavernij worden ingevoerd. De spanningen bleven echter toenemen en na de Mexicaans-Amerikaanse Oorlog (1846-1848) moest het Compromis van 1850 worden gesloten over de op Mexico veroverde gebieden. Dat bepaalde dat Californië, dat aan weerszijden van de 36e breedtegraad lag, een ongedeelde "vrije" staat zou worden, terwijl de bevolking van Utah en New Mexico zelf mocht beslissen over invoering van slavernij (beide stemden vóór); verder bepaalde de Fugitive Slave Act dat naar het vrije noorden ontsnapte slaven niet mochten worden geholpen en naar het zuiden moesten worden teruggestuurd.
In 1854 keurde het Amerikaans Congres de Kansas-Nebraska Act goed, die het Missouri-compromis nietig verklaarde, de territoria Kansas en Nebraska organiseerde en de inwoners zelf de keuze liet. Spoedig werd het Kansas-territorium gekoloniseerd door zowel voorstanders van slavernij (Border Ruffians) als abolitionisten (Free-Staters), tussen wie in de periode 1854-1861 talloze schermutselingen plaatsvonden, bekend geworden als Bleeding Kansas. De Republikeinse Partij, die in 1854 ontstond als de politieke tak van de abolitionisten, stelde dat de federale regering moest ijveren voor de landelijke afschaffing van slavernij, terwijl de Democratische Partij, gedomineerd door pro-slavernij-zuiderlingen, vond dat iedere staat zelf mocht bepalen.
Onderliggende structureel conflicterende (voornamelijk economische) belangen tussen Noord en Zuid, gecombineerd met een reeks incidenten zoals de verkiezing van de Republikein Abraham Lincoln met vrijwel alleen noordelijke steun in 1860, de toetreding van Kansas als vrije staat begin 1861 en de afscheiding van de Geconfedereerde Staten van Amerika, leidden uiteindelijk tot het uitbreken van de Amerikaanse Burgeroorlog (1861-1865). In 1863 voerde het Noorden de Emancipatieproclamatie in, die verklaarde dat alle slaven in de zuidelijke staten voor altijd vrij waren. Lincoln, die zelf geen abolitionist was, tekende deze wet meer om tactische dan ideologische redenen om zo de oorlog te kunnen winnen met steun van Europa en de radicale abolitionisten in het Noorden; de slavernij in de grensstaten die bij het Noorden waren gebleven liet hij dan ook voorlopig intact om hen niet te vervreemden en naar het Zuiden te doen overlopen. Na de overwinning van het Noorden op het Zuiden werd dan toch de slavernij in het hele land afgeschaft met het Dertiende amendement van de grondwet van de Verenigde Staten (18 december 1865).

### Westerse slaven in de Nieuwe Wereld

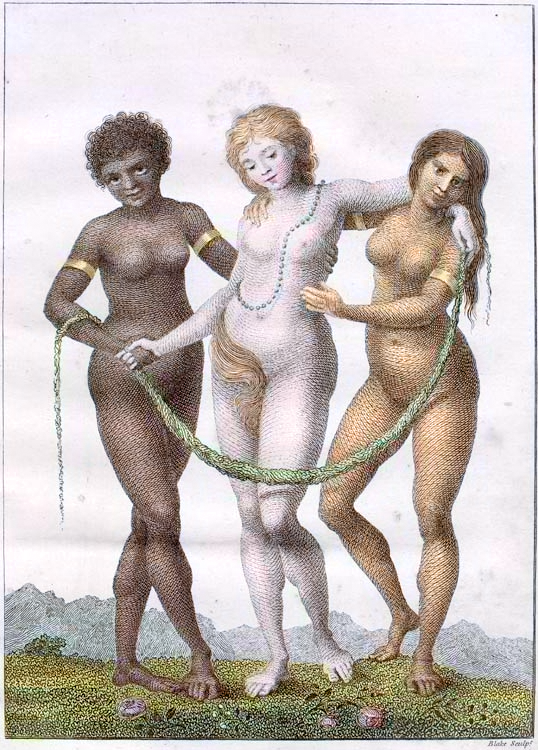
Gravure William Blake (1796) – Europa, ondersteund door Afrika en Amerika

#### Blanke slaven
Tussen 1512 en 1693 werden blanke slaven en slavinnen vaak naar het Caribisch gebied gebracht, eerst door de Spanjaarden, later ook door anderen. Tussen 1654 en 1685 vertrokken ongeveer 10.000 indentured servants, contractueel verplichte arbeiders, uit Bristol naar West-Indië en Virginia. Sommigen kwamen vrijwillig, anderen waren ontvoerd in de straten van Londen en Bristol. Later werden criminelen als gedwongen arbeider uit Engeland naar West-Indië gebracht. Franse koloniën kenden engagés. De Staten van Holland besloten in 1684 om misdadigers uit de provincie Holland naar De West (Suriname) te zenden in plaats van ze in tuchthuizen op te sluiten.

#### Inheemse Amerikanen
Gedurende de kolonisatie van Amerika raakten de Spanjaarden in oorlog met een aantal machtige beschavingen en een van de middelen om ze te onderwerpen was het dwingen van de overwonnenen tot slavenarbeid. De verslagen van Bartolomé de las Casas, een Dominicaanse monnik en historicus, over de onmenselijke toestand van de slaven vond enige weerklank bij het Spaanse koningshuis. Maar vooral de alarmerende decimering van de oorspronkelijke bevolking leidde ertoe dat er koninklijke wetten ter bescherming van de inheemse bevolking werden uitgevaardigd. Plantage-eigenaren gingen zich voor slaven in toenemende mate op Afrika richten.
In de Spaanse kolonie Santo Domingo (later de hoofdstad van de Dominicaanse Republiek) dwong de stadhouder Ovando (vanaf 1502) de Indianen tot arbeid op de suikerrietplantages en bij het goudwassen. Dat daarbij duizenden Indianen omkwamen liet hem koud. Elke volksplanter ontving het voor zijn landbouw en goudwasserijen het nodige aantal Indianen. Deze verdeling van de arbeid, repartimiento genoemd, pakte slecht uit voor de Indianen. Ze werden gedwongen door hun meesters erg zwaar werk te verrichten, waarbij hen het nodige voedsel werd onthouden. Als ze probeerden aan hun lot te ontkomen door de bergen in te vluchten, werden ze door bloedhonden achtervolgd. Werden ze gevangen genomen, dan wachtte hen een verschrikkelijke straf. Zij moesten als slaven geketend aan het werk gaan. Daarvoor hadden ze de nodige geseling te verduren gehad. Hier en daar waagden de onderdrukten zich te verzetten. Ze werden daarvoor uiterst streng gestraft. De leiders van de opstandelingen vonden de dood onder de afgrijselijkste folteringen en hun ondergeschikten werden tot de zwaarste arbeid gedwongen. Veel Indianen kwamen om van de honger en ellende. Maar ook een aanzienlijk aantal beroofden zichzelf van het leven.

#### Afrikanen

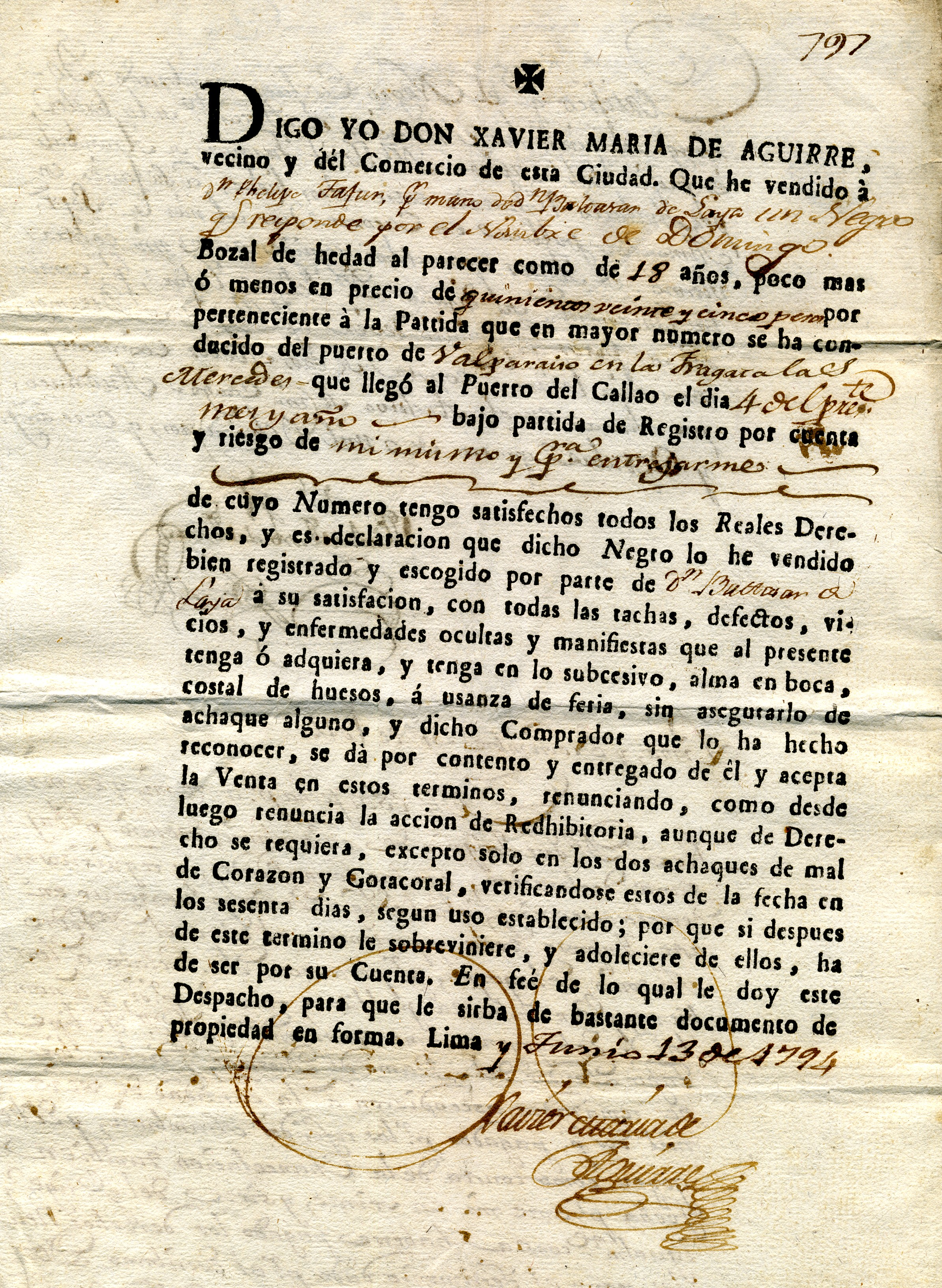
Voorgedrukt koopcontract voor een 18-jarige slaaf, getekend te Lima, Peru, 13 oktober 1794

Rond 1660 ontstond een tekort aan arbeiders in de VS. Boeren uit New Carolina en Virginia waren de eersten die Afrikaanse slaven gingen gebruiken voor de tabaksoogst. Virginia was ook de eerste staat die de eigen wetten veranderde: zwarten die in hun geboorteland geen christen waren werden als slaven beschouwd. Men ging op grote schaal slaven importeren uit Afrika. Daar hadden zwarte stamhoofden ontdekt dat het lucratief was de bij een stammenoorlog buitgemaakte gevangenen niet meer te doden, zoals dat toen gebruikelijk was, maar voor een goede prijs te koop aan te bieden.
De slaven werden vooral ingezet bij de teelt en verwerking van suikerriet. Het leven van deze slaven was zeer hard. Ze werden met een terreurregime onder de duim gehouden. Het sterftecijfer op de plantages overtrof over het algemeen in aanzienlijke mate het geboortecijfer.

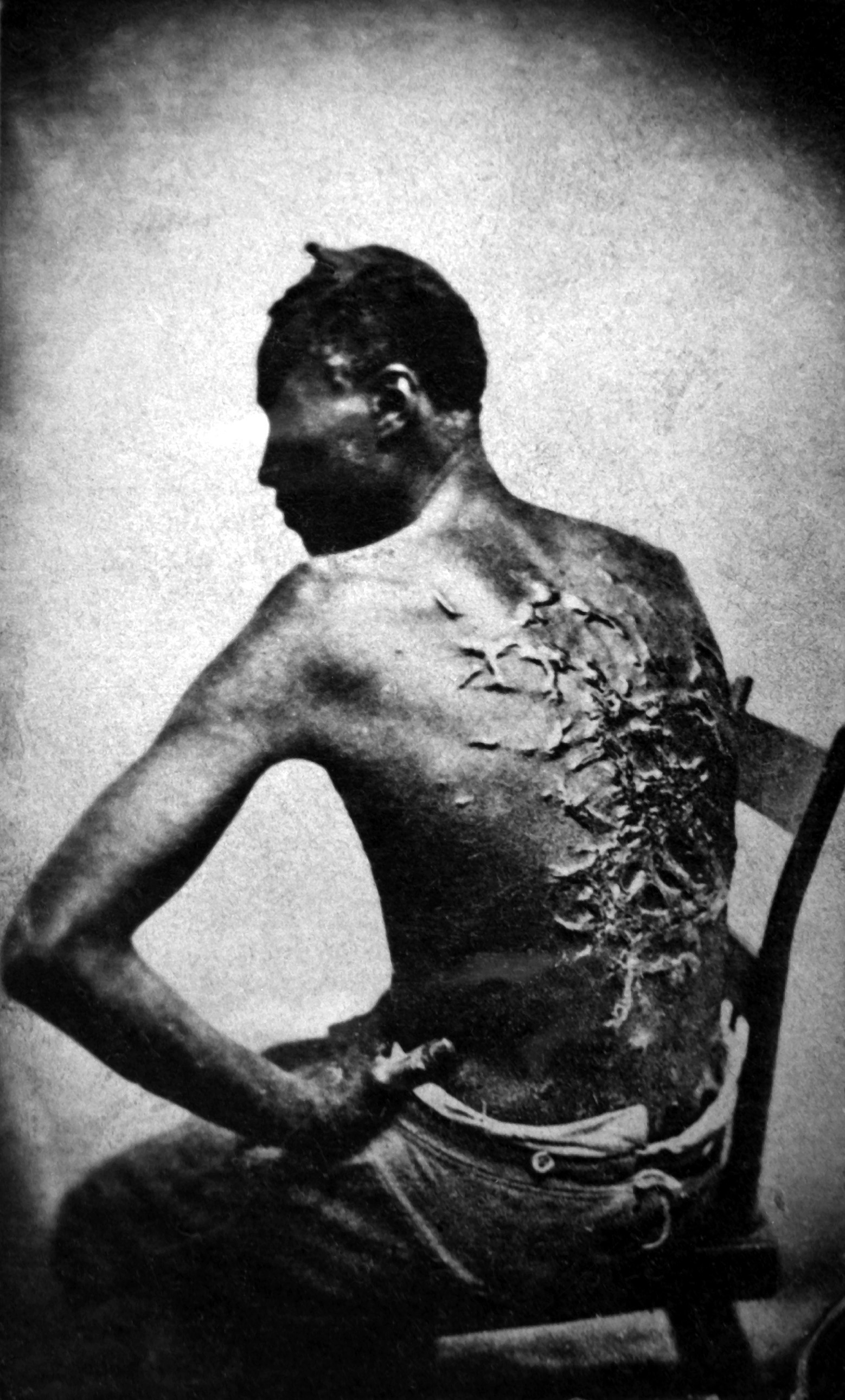
Slaaf met littekens van bestraffing met zweep op de rug

Toen de Engelsen, Nederlanders en Fransen zich in de 17e eeuw meester maakten van een groot deel der Caribische eilanden en de Guyana's, begonnen zij ook daar suikerrietplantages aan te leggen, met zwarte slaven. De levensomstandigheden op de plantages waren over het algemeen niet beter dan in de Verenigde Staten.
Tussen ongeveer 1500 en 1850 werden omstreeks 11 miljoen Afrikanen als slaaf over de Atlantische Oceaan getransporteerd. Gemiddeld stierf zo'n 15% van de slaven tijdens het transport, vergelijkbaar met de sterfte onder de bemanning. Nederland nam met rond de 550.000 slaven 5% van de totale trans-Atlantische slavenhandel voor zijn rekening.
In de 18e eeuw begon de slavernij zich ook te ontwikkelen in de Engelse kolonies langs de kust van Noord-Amerika, de oostkust van de latere Verenigde Staten. Hier was het sterftecijfer onder de slaven over het algemeen lager dan het geboortecijfer, misschien dankzij een iets betere behandeling, of door het minder tropische klimaat, waardoor het gemakkelijker was ziekten onder controle te houden. Werkelijk goed waren de levensomstandigheden van de zwarte slaven hier evenmin.
Gevluchte slaven stichtten gemeenschappen op ontoegankelijke plaatsen. Zulke gemeenschappen van Marrons ontstonden op veel plaatsen, van het Amazonegebied tot in de Amerikaanse staten Florida en North Carolina. Veelal voerden de Marrons een guerrillastrijd tegen de plantage-eigenaren.

#### Aziaten
Ook in Batavia waren slaven, in de 18e eeuw zelfs meer dan 60% van de bevolking. Deze waren met duizenden aangevoerd uit India en Arakan (Birma), en later ook uit Bali en Celebes. Om opstanden te voorkomen, mochten echter geen Javanen tot slaaf worden gemaakt.

### Sub-Saharisch Afrika

De routes waarlangs slaven werden getransporteerd

In Afrika bestaat slavernij en slavenhandel al duizenden jaren, tot op de dag van vandaag. In het rijk Senegambia was een derde van de bevolking slaaf tussen 1300 en 1900. Afrikaanse volkeren zoals de Ashanti in Ghana en de Yoruba in Nigeria waren economisch afhankelijk van slavenhandel. De Imbangala van Angola en de Nyamwezi van Tanzania dienden als makelaars of voerden oorlog met andere volkeren om slaven buit te maken voor Europeanen. Piet Emmer beschrijft in zijn boek De Nederlandse Slavenhandel 1500-1850 hoe in oorlogen tussen Afrikaanse volkeren veel krijgsgevangenen werden gemaakt, die als ze niet vermoord werden als slaven werden gebruikt of verkocht.

#### Somalische slavenhandel
De Bantoe (ook wel Gosha, Jareer en Mushunguli genoemd) zijn een etnische minderheidsgroep in Somalië. De Somalische Bantoe zijn de afstammelingen van mensen uit hedendaags Tanzania, Malawi en Mozambique, die als slaaf werden verkocht als onderdeel van de recente Arabische slavenhandel. Het aantal Bantoe inwoners in Somalië voordat de burgeroorlog uitbrak was ongeveer 80.000 (schatting uit 1970). De meeste wonen tussen de rivieren Jubba en Shebelle in het zuiden van Somalië. Echter, recente schattingen noemen een groter aantal, tot 900.000. In tegenstelling tot de Somaliërs, die voor het grootste deel stedelingen en nomadische herders zijn, zijn de Bantoe hoofdzakelijk sedentaire boeren. Bantoe zijn ook fysiek, etnisch en cultureel gepolariseerd van Somaliërs, en zijn gemarginaliseerd sinds hun komst in Somalië. De Bantoe slaven (die jareer genoemd werden door hun Somalische meesters) werden gekocht in de slavenmarkt om werk op plantages te verrichten. Bovendien werd in de Somalische sociale mores sterk neergekeken op elke vorm van seksueel contact met Bantoe-slaven. Vrijheid voor deze plantageslaven was alleen mogelijk door te ontsnappen of door zich te bekeren tot de islam.

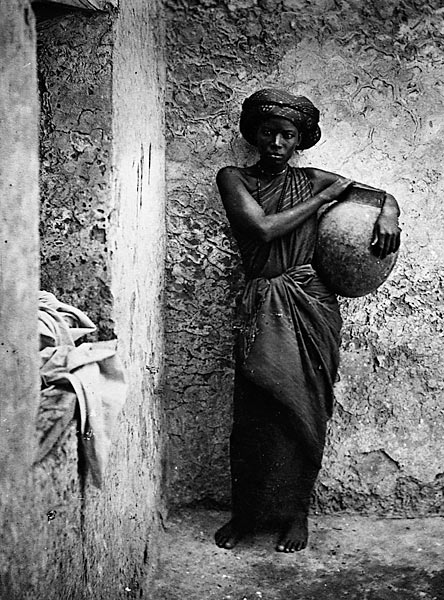
Een Bantoe slaaf in Mogadishu,Somalië (1882–1883)

Naast de Bantoe plantageslaven werden er ook Oromo gevangengenomen tijdens oorlogen met, en aanvallen op, Oromo-nederzettingen. Maar er waren verschillen in termen van de vangst en behandeling van Oromo-slaven ten opzichte van de Bantoe plantageslaven. Op individuele basis werden de Oromo-slaven door hun Somalische meesters niet gezien als jareer. De gevangengenomen Oromo waren ook meestal jonge kinderen en vrouwen en deze werden opgenomen in de families van hun ontvoerders; de mannen werden meestal gedood tijdens de aanvallen. Oromo-jongens en meisjes werden door hun Somalische meesters gezien en behandeld als hun eigen kinderen. Gewaardeerd om hun schoonheid werden ze als wettige seksuele partners goedgekeurd. Veel Oromo-vrouwen werden concubines van hun Somalische meesters, terwijl anderen huispersoneel werden. In sommige gevallen waren hele Oromo-clans geassimileerd in het Somalische clansysteem. Noch gevangen Oromo-kinderen, noch vrouwen werden gedwongen plantagewerk te verrichten, en ze werkten meestal samen met de Somalische vrouwen in huis of op het land. Nadat een Oromese concubine een kind kreeg van haar Somalische echtgenoot, werden het kind en de vrouw geëmancipeerd en de Oromo-vrouw kreeg de status die een autochtoon Somaliër had.

### Nabije Oosten en Noord-Afrika

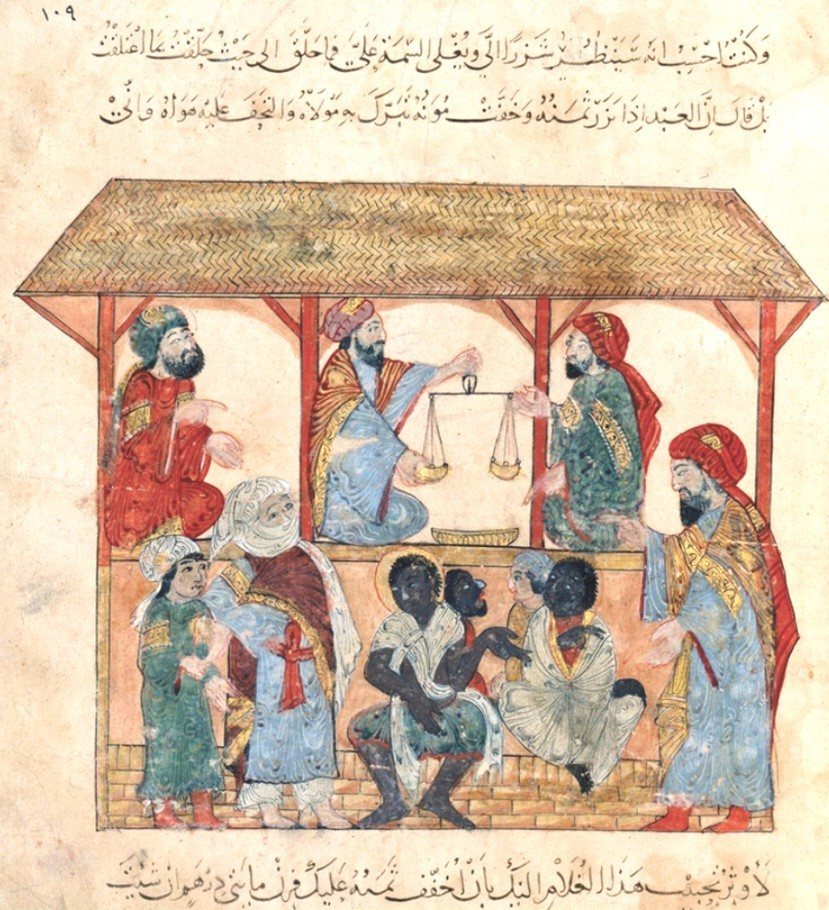
Slavenmarkt van rond 1236 in Jemen

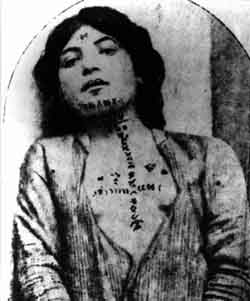
Armeense slavin wordt geveild, 29 september 1915, Richard G. Hovannisian: Remembrance and denial

De Arabisch-Afrikaanse slavenhandel is ouder dan de Europese en heeft eveneens een zeer grote omvang gekend. De Arabisch-Afrikaanse slavenhandel startte rond de 6e eeuw n.Chr. en eindigde in de 20e eeuw. De schattingen van de handel via de Sahara, de Rode Zee en de Indische Oceaan zijn vele malen onnauwkeuriger dan die van de trans-Atlantische slavenhandel. Deze schattingen zijn veelal gebaseerd op het werk van Austen. In zijn laatste werk gaat hij voor de periode 800–1900 uit van zo'n tien miljoen mensen. Vooral de schattingen van voor 1600 zijn zeer onnauwkeurig en kunnen variëren van twee derde tot het dubbele. Alleen de aantallen uit de negentiende eeuw zijn enigszins betrouwbaar, maar nog niet van het niveau van de gegevens over de trans-Atlantische slavenhandel. Paul Bairoch dacht dat het aantal sterk onderschat was en kwam tot 14-15 miljoen Afrikanen door de Arabieren, tegen 11 miljoen via de trans-Atlantische slavernij. Chebel meende dat er 20-21 miljoen slaven werden weggevoerd. In zijn boek Traite négrière arabo-musulmane stelt de Senegalese antropoloog en economist Tidiane N'Diaye dat de Arabische slavenhandel wordt doodgezwegen door de Afrikaanse elites zelf, een vrijwillig geheugenverlies dat zijn oorsprong vindt in islamitische religieuze solidariteit.
De Somaliërs participeerden ook met de slavernij, ze haalden hun slaven uit West- en Centraal-Afrika en de Swahilikust, en verkochten de gevangengenomen slaven door aan de Arabieren en andere markten. De meeste slaven waren Ethiopische krijgsgevangenen, maar er werden ook veel dorpen geplunderd door de Somaliërs in Zuid-Oost-Afrika, wat veel mensen uit hedendaags Tanzania, Malawi en Mozambique naar Somalië bracht. Zanzibar was een bekend centrum voor slavenhandel. Het was in de Arabische wereld gebruikelijk dat bij stammenoorlogen de overwinnaar de overwonnen mannen doodde en de vrouwen en kinderen tot bezit maakte. Dat was in conflicten tussen Arabieren en Afrikanen niet anders. De buitgemaakte vrouwen en kinderen werden per schip of met een karavaan (lopend) naar de Arabische wereld gebracht. Zo'n 60% van de door de Arabieren veroverde Afrikaanse slaven stierf tijdens dit transport. Waar de Westerlingen zich concentreerde op mannelijke slaven voor arbeid, richtten de Arabieren zich op vrouwen. De Arabieren importeerden ongeveer 65% vrouwen tegen 35% mannen – deze vrouwen kwamen veelal in harems terecht. De mannen werden vooral ingezet in het leger, zoals de mammelukken. Jongetjes werden om de voortplanting te verhinderen vaak gecastreerd.
Tot in de 20e eeuw heeft er in bepaalde delen van de Arabische wereld slavenhandel plaatsgevonden. De Arabische slavenhandel richtte zich niet alleen op slaven uit Afrika, maar ook op christenslaven uit Europa. Deze slavenhandel was het domein van de Barbarijse zeerovers (zie hierna).

#### Arabieren
In de praktijk hebben slaven verschillende sociale en economische posities ingenomen, van emir tot arbeider. Slaven werden breed ingezet in irrigatie, mijnbouw, werk op het land en in het leger. Sommige heersers leunden zo zwaar op slaven in het leger en de overheid dat deze de macht konden overnemen. Desalniettemin worden slaven niet steeds behandeld in overeenstemming met islamitisch recht. Soms waren de toestanden zo bar dat er rellen ontstonden zoals de opstand van Zanj. Dit was echter de uitzondering op de regel omdat de overgrote meerderheid van het werk in de middeleeuwse islamitische wereld werd gedaan door vrije, betaalde krachten. Om verschillende redenen zoals het ontmannen van slaven was de natuurlijke groei van de slavenpopulatie niet genoeg om te voldoen aan de vraag naar slaven in de moslimgemeenschap. Het gevolg was een omvangrijke import van slaven die gepaard ging met enorm veel leed en grote aantallen doden bij het gevangennemen en vervoeren van slaven uit niet-moslimlanden. In theorie heeft slavernij in islamitisch recht geen raciale componenten, maar in de praktijk was dat wel anders.
De Arabische slavenhandel concentreerde zich vooral in Westelijk Azië en Noord-Afrika. Tegen het eind van de 19e eeuw bereikte deze een minimum. In het begin van de 20e eeuw, na de Eerste Wereldoorlog, werd slavernij in moslimlanden geleidelijk verboden en onmogelijk gemaakt, voornamelijk onder druk van westerse mogendheden als Engeland en Frankrijk. Toch is er nog steeds slavernij waarbij men zich op de islam beroept, met name in de Afrikaanse republieken Tsjaad, Mauritanië, Niger, Mali en Soedan.

#### Mammelukken
Ook werden slaven ingezet in het leger, de zogenoemde mammelukken. De eerste mammelukken werkten als saqaliba voor het Kalifaat van de Abbasiden in het 9e-eeuwse Bagdad. De Abbasiden wierven hen uit niet-moslimfamilies in Turkije, Oost-Europa, Centraal-Azië en de Kaukasus. Door niet-moslims als militairen in te zetten werd gedeeltelijk het islamitische verbod op gevechten tussen moslims omzeild. Na hun bekering tot de islam werden zij opgeleid tot cavaleristen. Hun diensten werden beloond met macht en uiteindelijk met vrijheid. Veel mammelukken klommen op tot hoge posities binnen het rijk. De status was niet-erfelijk: zonen konden hun vaders niet opvolgen.
De mammelukken dienden ook in de Somalische legers van het Sultanaat van Adal, dat in oorlog was met het Ethiopische Keizerrijk, in de 13e eeuw. Doordat ze niet gerelateerd waren met de Somalische stammen, waren ze goed te vertrouwen bij de generaals. Adal was hierdoor in staat om meer dan een derde van het Ethiopische Keizerrijk te veroveren, onder leiding van Ahmad ibn Ibrihim.
In het leger van het Ajjoebidische Rijk, opgericht door Saladin, verkregen de mammelukken na verloop van tijd de overmacht. In 1250 leidden mammelukse emirs een succesvolle coup tegen de staat en vermoordden de Ajjoebidische sultan. Daarna konden ze Egypte voor zich opeisen. Het mammelukse Rijk werd ten val gebracht door de Ottomanen. In 1517 versloeg sultan Selim I het mammelukse leger. De Ottomanen namen de macht in Egypte over, maar de mammelukken bleven aan als plaatselijke elite.

#### Barbarijse zeerovers

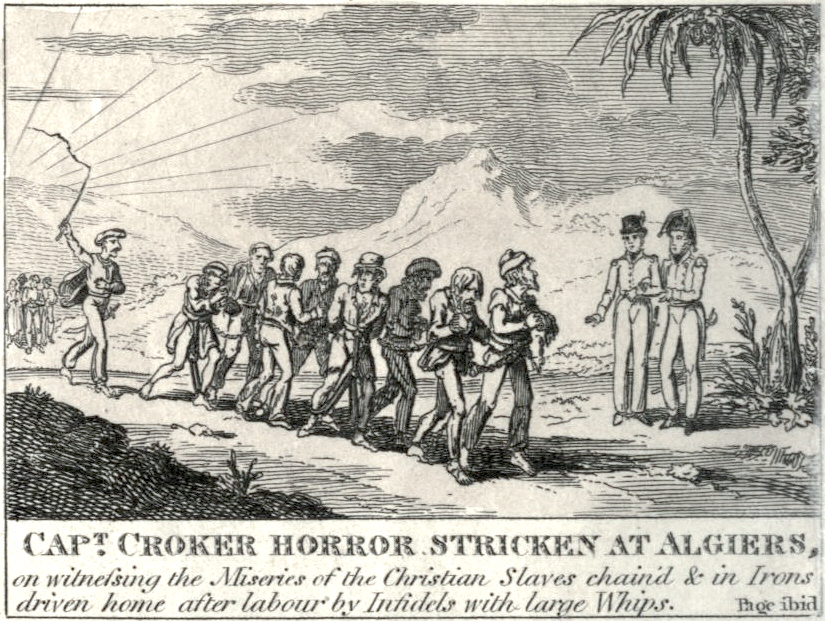
Kapitein Walter Croker is getuige van het voortdrijven van christelijke slaven na arbeid in Algiers (1815)

Het verkrijgen van christenslaven uit West-Europa was vooral het domein van de Barbarijse zeerovers die opereerden vanuit bases in Noord-Afrika, in de autonome provincies van het Ottomaanse Rijk met de hoofdsteden Algiers, Tunis en Tripoli, en ook vanuit het onafhankelijke Marokko, met name Salé aan de Atlantische kust.
Hoewel de term zeerovers voor de bedrijvers van deze activiteiten gangbaar is, zou de term kapers meer op zijn plaats zijn. Het verschil zit hem hierin dat kapers, anders dan zeerovers, handelden met toestemming - zo niet in opdracht - van de overheid in hun land van herkomst.
Sinds de 16e eeuw was de Europese scheepvaart in de Middellandse Zee sterk toegenomen en deze vormde het doelwit van de Barbarijse zeerovers. De bemanningen van de veroverde schepen werden als slaven aan land gebracht en verhandeld. Daarnaast werden vanuit Noord-Afrika voortdurend strooptochten ondernomen op de kusten van de christelijke gebieden in het noorden van de Middellandse Zee en zelfs ver daarbuiten. Hele dorpen, gelegen van Sicilië tot op IJsland zijn vanaf de 16e tot de 19e eeuw in de Noord-Afrikaanse slavernij terechtgekomen. In enkele van die plaatsen worden jaarlijks nog steeds herdenkingen gehouden naar aanleiding van deze voorvallen. Later werd de ontvoering van de held of heldin door Arabische piraten, gevolgd door slavernij, meestal in de harem, een literair topos dat met name in veel opera's voorkomt.
De Barbarijse slaven waren niet alleen goedkope werkkrachten, maar zij konden ook geld opleveren door losgeld te bedingen voor hun vrijlating. De westerse mogendheden gingen daar vaak op in, vooral als de slaven behoorden tot de beter gesitueerden. Voor de jonge Verenigde Staten van Amerika waren de aanvallen door Barbarijse zeerovers op Amerikaanse schepen de reden voor de oprichting van hun marine in 1794. Door de eeuwen heen is geprobeerd de praktijken van de Barbarijse zeerovers gewapenderhand de kop in te drukken. Een kustbombardement vanaf marineschepen wilde nog weleens tijdelijk effect hebben. Op 15 oktober 1815 vond in Sant'Antioco de laatste rooftocht van Noord-Afrikaanse piraten plaats, die 160 inwoners als slaaf meenamen.
Hoewel de Barbarijse slaven in de slavernijdiscussie nogal onderbelicht zijn gebleven, ging het bepaald niet om een marginaal verschijnsel. De historicus Robert C. Davis schat hun aantal door de eeuwen heen op 1 à 1,25 miljoen. Deze cijfers hebben uitsluitend betrekking op de gebieden rond Algiers, Tunis en Tripoli. Daarbij moeten de cijfers voor Marokko en Egypte nog worden opgeteld. Hierbij moet worden opgemerkt dat naast de Barbarijse slaven, elders in de islamitische wereld nog grotere aantallen christenen tot slaaf werden gemaakt. Zo zou het Ottomaanse Rijk, volgens de gerenommeerde Turkse historicus Halil Inalcik, tussen 1450 en 1700 zo’n 2,5 miljoen Poolse, Russische en Oekraïense slaven via de Krim hebben geïmporteerd.

## Afschaffing
De wenselijkheid van afschaffing van de slavernij kwam sterk op tijdens de periode van de Verlichting, toen begrippen als vrijheid, gelijkheid en burger- en mensenrechten steeds meer ingang vonden. Belangrijke denkers hieromtrent waren Jean-Jacques Rousseau in Frankrijk en Thomas Jefferson in de Verenigde Staten. Williams bracht een alternatieve verklaring. Niet een groeiende moraliteit, maar economische drijfveren lagen ten grondslag aan de afschaffing, zoals ze ook hadden bijgedragen aan het ontstaan. Nadat het kapitalisme zich mede dankzij de slavernij dusdanig had kunnen ontwikkelen dat de industriële revolutie mogelijk werd, maakte diezelfde revolutie slavernij oneconomisch. Zoals racisme versterkt werd met de groeiende slavernij, nam de moraliteit toe naarmate slavernij economisch minder voordelig werd. Over de toen heersende koloniale geschiedschrijving stelde hij later:
The British historians wrote almost as if Britain had introduced slavery solely for the satisfaction to abolish it. They have made such play of the compensation provided by Britain to the planters as wiping off the debt to the West Indians in respect of slavery that it is difficult not to see in this attitude, developed and propagated over a century and a quarter, the explanation of the British Government's attitude on economic aid to the West Indies and on preferential treatment of the West Indies sugar industry.
These are political conclusions. As such they are a legitimate reply to the political conclusions drawn by the British historians themselves.
De economische transformatie van het kapitalisme richting loonarbeid en weg van het mercantilisme was dus een factor in het opgeven van slavernij. De plantage-economie bleef echter langer winstgevend dan veel historici aannamen, waardoor begin 21e eeuw morele en ideologische motieven weer sterker werden beklemtoond. Daarbij ging veel aandacht naar slavenopstanden als motor achter de afschaffing, met als meest tot de verbeelding sprekende voorbeeld dat van de Franse kolonie Saint Domingue in 1793. Deze Haïtiaanse Revolutie, die niet met militaire macht kon worden bedwongen, leidde tot het buiten de wet stellen van slavernij op het eiland.

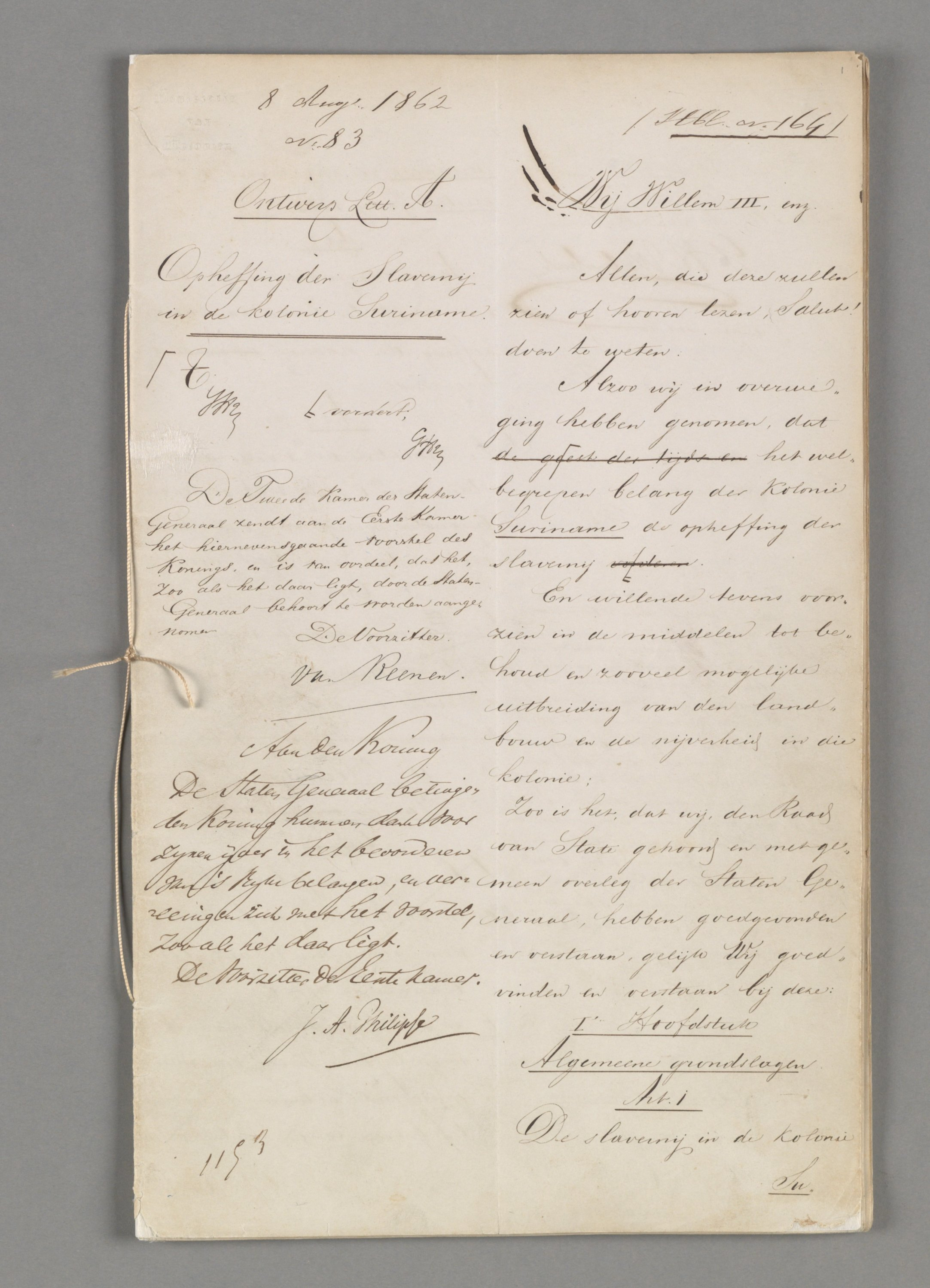
Nederlandse ontwerpwet voor de afschaffing van de slavernij

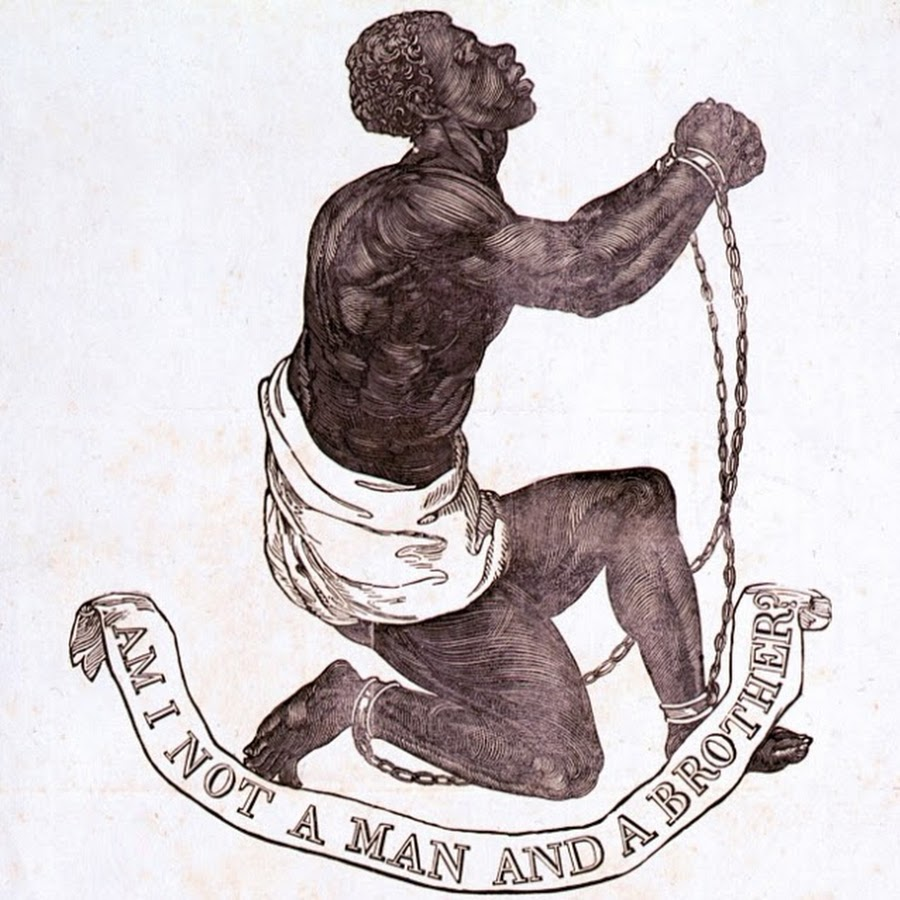
De officiële medaillon van de British Anti-Slavery Society

De ontwikkeling overzee was het sein voor de Franse revolutionairen om in 1794 uitvoering te geven aan hun idealen van vrijheid, gelijkheid en broederschap, en aan het eerste artikel van de Verklaring van de rechten van de mens en de burger, door in alle gebieden onder Frans gezag een einde te stellen aan de slavernij. Napoleon Bonaparte maakte de verworvenheid in 1802 weer ongedaan in een poging om de kolonies te doen bijdragen aan de Napoleontische Oorlogen. Mee om dit plan te dwarsbomen, verbood het Verenigd Koninkrijk in 1807 de slavenhandel, zoals Denemarken in 1803 had gedaan. Ook in de Verenigde Staten werd in 1808 de import en export van slaven verboden. Nederland, Frankrijk en gedeeltelijk Portugal volgden in 1814-1815. In al deze mogendheden bleef het houden van slaven gewettigd.
De kwestie van de afschaffing van de slavenhandel kwam zijdelings ook ter sprake op het Congres van Wenen. De Britse minister van Buitenlandse Zaken Lord Castlereagh (die morele bezwaren had) en tsaar Alexander I waren er voorstander van. De gevolmachtigden van Spanje (Labrador) en Portugal (Palmella) verzetten zich ertegen met het argument dat het verbod op slavenhandel ingrijpende gevolgen had voor hun economie, respectievelijk in Cuba en Brazilië, die de slaven niet konden missen als goedkope arbeidskrachten. Palmella haalde ook de kwestie aan dat het niet onder het internationale recht viel en dat het een interne aangelegenheid betrof van elk land. Hij herinnerde het Congres eraan dat de afschaffing van de slavenhandel hier niet aan de orde was. Castlereagh opperde daarop het idee van handelssancties op door slavenarbeid geproduceerde goederen. Dit leidde tot enkele nijdige reacties. De zaak werd ten slotte op de lange termijn geschoven met plechtige verklaringen waarbij slavenhandel als weerzinwekkend en immoreel werd gebrandmerkt. Zij gaven te kennen de slavenhandel uit te roeien en beloofden dat doel met ijver en volharding te zullen nastreven. Het Spaanse Rijk bande slavenhandel met ingang van 1820.

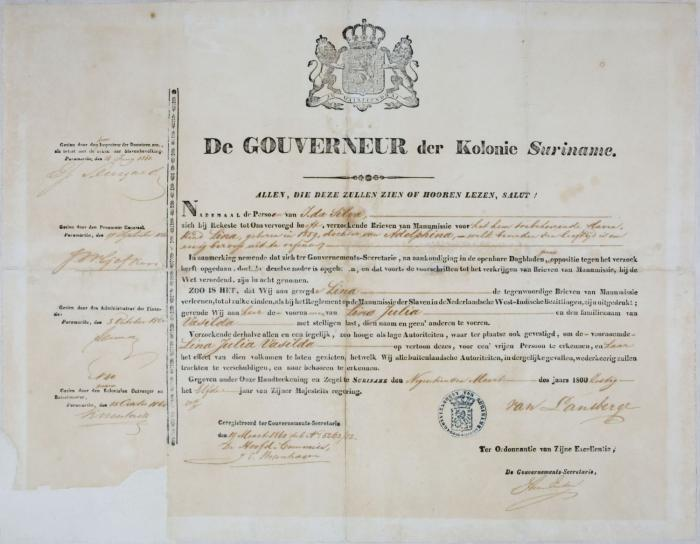
Vrijlatingsbrief voor de slavin Lina Julia Vasilda, 19 maart 1860

Er trad een nieuwe fase in waarin de instelling slavernij zelf onder druk kwam te staan. Het einde van de slavernij was opgenomen in de nieuwe grondwet die Mexico in 1824 aannam. Het Britse Rijk nam de stap in 1833, na grote opstanden in onder meer Jamaica. De controversiële overgangsmaatregel van het 'apprenticeship' werd in 1838 opgeheven, zodat de laatste formele vrijheidsbelemmering verdween. Slaven die geen vrije grond vonden, bleven evenwel vaak in dienst bij hun voormalige eigenaars. In 1848 werd de heringevoerde slavernij in Franse koloniën verboden en de Code Noir afgeschaft.
In 1859 schafte Nederland de slavernij in de onder direct bestuur staande delen van Oost-Indië af. Een strategisch moment van minister van Koloniën Jan Jacob Rochussen. Een jaar later verscheen namelijk Max Havelaar, de aanklacht van Multatuli (Eduard Douwes Dekker) tegen de Nederlandse politiek in Nederlands-Indië. Nog vier jaar later, in 1863, schafte Nederland de lucratieve slavernij in de West-Indische koloniën (Suriname en de Nederlandse Antillen) af. In Europa behoorde Nederland tot de middenmoot van de landen die de slavernij afschaften. Denemarken, het Verenigd Koninkrijk en Frankrijk waren Nederland voorgegaan, maar landen als Portugal, Spanje, Italië, IJsland, Bulgarije en het huidige Turkije volgden pas (veel) later. Wereldwijd gezien behoorde Nederland tot de kopgroep van landen die de slavernij afschaften.
De Verenigde Staten kwamen in september 1862 met de Emancipatieproclamatie van president Lincoln, toen afschaffing van de slavernij als een van de oorlogsdoelen tijdens de Amerikaanse Burgeroorlog onvermijdelijk was geworden. Op 1 januari 1863 werd de afschaffing in de noordelijke staten van kracht. Algemene slavenstakingen droegen bij aan de zuidelijke nederlaag. Uiteindelijk was Matilda McCrear de laatste overlevende toen ze in 1940 overleed.
Portugal en Spanje deden dit nog later met als argument dat hun economie afhankelijk was van de slavenij. In de Portugese koloniën kwam het officiële einde in 1869 en in de Spaanse in 1886.
In Brazilië ondertekende prinses Isabella in 1888, tijdens de afwezigheid van keizer Pedro, de Lei de Aurea waarmee de slavernij werd afgeschaft. Het zou Pedro zijn troon kosten.
De Conventie van Brussel stelde in 1890 de handel in Afrikaanse slaven strafbaar. Daarmee kwam in het bijzonder de Arabische slavenhandel in het vizier. Het Ottomaanse Rijk schafte de slavernij in 1890 af, als laatste deels Europese land, maar op sommige plaatsen bleef het fenomeen tot in het begin van de 20e eeuw voorkomen. In bepaalde delen van Afrika en Azië, onder andere in Liberia, Ethiopië, Arabië en de indirect bestuurde delen van Nederlands-Indië, bleef slavernij legitiem tot in de 20e eeuw; op het eiland Soembawa (nu Sumbawa, Indonesië) werden de slaven vrijgelaten op 31 maart 1910, en op het eiland Samosir pas in 1914. In Ethiopië werd de slavernij in 1931 afgeschaft, in Bahrein in 1937, in Koeweit in 1949, in Qatar in 1952 en in Jemen in 1962. In dat laatste jaar liet kroonprins Faisal van Saoedi-Arabië circa 100.000 tot 200.000 Oost-Afrikaanse slaven vrij. Door de staatsgreep in 1970 van Qaboes werd ook in Oman de slavernij afgeschaft. In 1981 werd in Mauritanië officieel de slavernij afgeschaft, waarmee Mauritanië de laatste slavenstaat ter wereld was. Strafbaar werd slavernij in Mauritanië pas in 2007.

### Internationale verdragen
Een van de eerste internationale verdragen voor de afschaffing van de slavernij in Afrika was de Conventie van Brussel uit 1890. Na de Eerste Wereldoorlog werd de Algemene Akte van Brussel aangepast door de Conventie van Saint-Germain-en-Laye (1919) en later vervangen door de Internationale Slavernij-Conventie (1926) binnen het kader van de Volkenbond. Dat verdrag werd in 1956 aangevuld door de Supplementary Convention on the Abolition of Slavery, onder de Verenigde Naties.
Daarnaast bestaan allerlei verdragen inzake mensenrechten die rechtstreeks of zijdelings vormen van slavernij of extreme uitbuiting tegengaan. In het arbeidsrecht geldt binnen de Internationale Arbeidsorganisatie een Convention Concerning Forced or Compulsory Labour, 1930 (No.29) inzake dwangarbeid (1930), in 2014 aangevuld met een gewijzigd protocol.
Artikel 4 van de in 1948 opgestelde Universele Verklaring van de Rechten van de Mens bepaalt dat niemand in slavernij of horigheid gehouden zal worden en dat slavernij en slavenhandel in iedere vorm verboden zijn.
Het ontstaan van algemeen geldende wetgeving, onder meer ook met betrekking tot de slavernij, zou in de loop der eeuwen samen met het idee van vrijheid leiden tot het zich ontwikkelen van het gelijkheidsbeginsel en daarmee ook tot pleidooien voor juist de afschaffing van de slavernij. Een belangrijk statement vormden reeds de preambules van de Amerikaanse onafhankelijkheidsverklaring en de Amerikaanse grondwet.
| Afschaffing slavernij      | Afschaffing slavernij |
| Land / Gebied              | Jaar afschaffing      |
| -------------------------- | --------------------- |
| Britse Rijk                | 1833                  |
| Suriname / Antillen        | 1863                  |
| Nederlands Indië           | 1859                  |
| Verenigde Staten (Noorden) | 1777 - 1804           |
| Verenigde Staten (Zuiden)  | 1862 - 1865           |
| Franse Rijk (eerste keer)  | 1794                  |
| Franse Rijk (definitief)   | 1848                  |
| Spaanse Rijk (muv Cuba)    | 1811                  |
| Portugese Rijk             | 1858                  |
| Cuba                       | 1886                  |
| Brazilië                   | 1888                  |
| Rusland                    | 1861                  |
| Mexico                     | 1824                  |
| Haiti                      | 1791 - 1804           |
| Tunesië                    | 1846                  |

## Moderne slavernij
Moderne slavernij is een term die verwijst naar praktijken in de hedendaagse geschiedenis die lijken op slavernij, ook al is slavernij officieel wereldwijd afgeschaft en verboden. Slavernij kan dan betrekking hebben op elke vorm van gedwongen werk, verblijf of uitbuiting, inclusief mensenhandel en zelfs mensensmokkel. Naargelang de gehanteerde definities wordt het aantal slachtoffers dan geraamd op 20 tot bijna 100 miljoen mensen wereldwijd. Organisaties als Anti-Slavery International en Walk Free Foundation trachten het fenomeen in kaart te brengen en op de agenda te plaatsen.